# 英雄たちの選択
『英雄たちの選択』（えいゆうたちのせんたく）は、2013年5月30日からNHK BSプレミアムで放送されている教養番組である。2021年度からはBS4Kでの同時放送を開始、2023年12月6日からはBSプレミアム4KおよびBSで放送されている。

## 概要
歴史に名を残した人物が人生の選択を迫られた際に抱えたであろう葛藤に着目した歴史エンターテインメント番組。あらかじめいくつかの選択肢を専門家の考証に基づいて想定。俳優らによる短いドラマやアニメーションなどを使って再現・シミュレート、ゲストコメンテーターと司会者が「自分がその人物だったらどれを選択するか」を発表していく。
テーマ曲はレッド・ツェッペリンの「カシミール」。主体になっているのは"Corner Stone Cues"による"Ten Years Kashmir"であり、デイヴィッド・ギャレットがアレンジしたヴァイオリンがリードするアレンジも使われている。
当初は月1回の放送だったが、2014年にレギュラー化してからは基本的に月3回の放送となり、合間は傑作選として過去に放送された番組を再放送している。

## 出演者
- 司会：磯田道史（歴史学者）、浅田春奈（NHKアナウンサー）（2024年4月[1] - ）
- ナレーション：松重豊
- コメンテーター（不定期）：萱野稔人（哲学者）、中野信子（脳科学者）、小谷賢（国際政治学者）、平山優（歴史学者）、千田嘉博（城郭考古学者）他。
- このほか、毎回ゲストコメンテーターを数人招いている。

### 過去の出演者
司会
- 渡邊佐和子（NHKアナウンサー）（2014年4月 - 2018年3月）
- 杉浦友紀（NHKアナウンサー）（2018年4月[注 3] - 2024年3月）

コメンテーター
- 宮崎哲弥（評論家）
- 植木理恵（心理学者）
- 加来耕三（歴史作家）
- 呉座勇一（歴史学者）

## 放送時間
2013年度 - 2014年度
- BSプレミアム
  - 毎週木曜 20時 - 20時59分（本放送）
  - 翌週金曜 8時 - 8時59分（再放送）

2015年度 - 2018年度
- BSプレミアム
  - 毎週木曜 20時 - 20時59分（本放送）
  - 翌週木曜 8時 - 8時59分（再放送）

2019年度 - 2023年11月
- BSプレミアム・BS4K（2021年度より同時放送）
  - 毎週水曜 20時 - 20時59分（本放送）
  - 翌週水曜 8時 - 8時59分（再放送）

2023年12月 - 2024年3月
- BSプレミアム4K
  - 毎週水曜 20時 - 20時59分（本放送）
  - 毎週月曜 14時30分 - 15時29分（再放送[注 4]）
  - 翌週水曜 8時30分 - 9時29分（再放送）
- BS
  - 毎週水曜 20時 - 20時59分（本放送）
  - 翌週水曜 10時 - 10時59分（再放送）

2024年度
- BSプレミアム4K
  - 毎週水曜 20時 - 20時59分（本放送）
  - 毎週月曜 13時30分 - 14時29分（再放送[注 4]）
  - 翌週水曜 8時30分 - 9時29分（再放送）
- BS
  - 毎週月曜 21時 - 21時59分（本放送）
  - 翌週月曜 11時 - 11時59分（再放送）

2025年度 -
- BSプレミアム4K
  - 毎週木曜 20時 - 20時59分（本放送）
  - 毎週月曜 13時30分 - 14時29分（再放送[注 4]）
  - 毎週水曜 8時30分 - 9時29分（再放送）
- BS
  - 毎週月曜 21時 - 21時59分（本放送）
  - 翌週水曜 17時 - 17時59分（再放送）

## 放送リスト

### 2013年度
| 月日     | タイトル                                       | コメンテーター | 備考                                                                                                  |
| -------- | ---------------------------------------------- | -------------- | --- |
| 05月30日 | 徳川家康 関ヶ原へのジレンマ                    |                | |
| 06月13日 | 勝海舟の秘策 江戸城無血開城への道              |                | 2014年5月2日8時から再々放送。2014年7月18日8時から4度目の放送。                                        |
| 07月14日 | 徳川家康 関ヶ原へのジレンマ                    |                | 再放送。14時から。                                                                                    |
| 07月25日 | 日露戦争・運命の一日～東郷平八郎の日本海海戦～ |                | 2014年5月9日8時から4度目の放送。2014年9月21日12時から5度目の放送。                                    |
| 08月18日 | 勝海舟の秘策 江戸城無血開城への道              |                | 再放送。15時30分から。                                                                                |
| 09月22日 | 日露戦争・運命の一日～東郷平八郎の日本海海戦～ |                | 再放送。13時から。                                                                                    |
| 10月30日 | 勝海舟の秘策 江戸城無血開城への道              |                | 再々放送。16時から。                                                                                  |
| 10月31日 | 明智光秀・本能寺への葛藤                       |                | 2014年7月3日20時から再々放送。2014年7月11日8時から4度目の放送。                                       |
| 11月25日 | 徳川家康 関ヶ原へのジレンマ                    |                | 再々放送。17時から。                                                                                  |
| 11月28日 | 木戸孝允 薩長同盟の舞台裏                      |                | 2014年6月29日12時から再放送。                                                                         |
| 12月19日 | 頼朝か、義経か？ “北方の王者”の挑戦            |                | 2014年6月6日8時から再々放送。                                                                         |
| 01月03日 | 明智光秀・本能寺への葛藤                       |                | 再放送。19時から。                                                                                    |
| 01月23日 | 日露戦争・運命の一日～東郷平八郎の日本海海戦～ |                | 再々放送。20時から。                                                                                  |
| 01月30日 | 清洲会議 秀吉・天下への挑戦                    |                | 2014年7月24日20時から再々放送。2014年8月1日8時から4度目の放送。2015年4月15日16時50分から5度目の放送。 |
| 02月11日 | 頼朝か、義経か？ “北方の王者”の挑戦            |                | 再放送。15時30分から。                                                                                |
| 02月27日 | 開国 阿部正弘・不屈の外交戦略                  |                | 2014年4月4日8時から再放送。2014年6月26日20時から再々放送。2014年7月4日8時から4度目の放送。            |
| 03月28日 | 清洲会議 秀吉・天下への挑戦                    |                | 再放送。8時から。                                                                                     |

### 2014年度
以下の放送リストでは、本放送と再放送の列に関して、（　）は再々放送以降の定時放送を、［　］は再々放送以降の定時放送で１週のみの放送回を示している。
| 本放送       | 再放送      | タイトル                                                      | コメンテーター                                                            | 備考 |
| ------------ | ----------- | ------------------------------------------------------------- | ------------------------------------------------------------------------- | --- |
| 4月3日       | 4月11日     | 大坂の陣４００年 真田幸村・決戦へのジレンマ                   |                                                                           | 定時の再放送は再々放送。4月8日23時45分から再放送。                                                                    |
| 4月10日      | 4月18日     | 女王・卑弥呼 “辺境”のサバイバル外交                           |                                                                           | 6月1日12時から再々放送。                                                                                              |
| 4月17日      | 4月25日     | 西郷隆盛の苦悩 なぜ西南戦争は勃発したのか                     |                                                                           | |
| 5月8日       | 5月16日     | 独占を許すな 経済界の巨人 渋沢栄一の戦い                      |                                                                           | 8月8日8時から再々放送。                                                                                               |
| 5月15日      | 5月23日     | 将軍吉宗・江戸ノミクスの光と影                                |                                                                           | 10月17日8時から再々放送。                                                                                             |
| 5月22日      | 5月30日     | 池田屋事件 近藤勇・逆境を駆け抜ける                           |                                                                           | |
| 6月5日       | 6月13日     | 戦国合戦の謎「長篠の戦い 戦国最強・武田軍はなぜ敗れたか？」   |                                                                           | |
| 6月12日      | 6月20日     | 戦国合戦の謎「桶狭間の戦い 信長を天才にした逆境」             |                                                                           | |
| 6月19日      | 6月27日     | 尼将軍北条政子の決断 時代を動かした名演説                     |                                                                           | |
| 7月10日      | 8月30日     | 戦うべきか？退くべきか？最後の将軍 徳川慶喜の決断             | 家近良樹、高橋源一郎、中野信子、宮崎哲弥、（岩下哲典、三谷博(VTR内出演)） | 再放送は11時から。2015年2月5日20時から再々放送。2017年1月7日15時から4度目の放送。                                     |
| 7月17日      | 7月25日     | 戦国を変えた情報ネットワーク 毛利元就 厳島合戦                |                                                                           | 11月27日17時から再々放送。                                                                                            |
| （7月24日）  | （8月1日）  | 清洲会議 秀吉・天下への挑戦                                   |                                                                           | 3度目と4度目の放送。初回は2014年1月30日。                                                                             |
| 7月31日      | 9月7日      | スペシャル「両雄対決！石田三成ｖｓ．徳川家康」                |                                                                           | 本放送は19時30分から。再放送は14時30分から。2015年8月3日16時30分から再々放送。2016年11月21日15時30分から4度目の放送。 |
| （8月7日）   | （8月15日） | 大坂の陣４００年 真田幸村・決戦へのジレンマ                   |                                                                           | 4度目と5度目の放送。初回は4月3日。                                                                                    |
| （8月14日）  | （8月22日） | 西郷隆盛の苦悩 なぜ西南戦争は勃発したのか                     |                                                                           | 3度目と4度目の放送。初回は4月17日。                                                                                   |
| 8月21日      | 8月29日     | 昭和の選択 第１回「国際連盟脱退 松岡洋右 望まなかった決断」   |                                                                           | |
| 8月28日      | 9月5日      | 昭和の選択 第２回「サンフランシスコ講和 吉田茂 独立への苦闘」 |                                                                           | 2015年12月3日8時から再々放送。                                                                                        |
| 9月4日       | 9月12日     | 関東大震災 後藤新平・不屈の復興プロジェクト                   |                                                                           | 2015年9月1日17時から5度目の放送。                                                                                     |
| 9月11日      | 9月19日     | 激突！島原の乱 天草四郎ｖｓ．松平信綱                         |                                                                           | 2015年5月7日8時から再放送。                                                                                           |
| 9月18日      | 9月26日     | 元寇 北条時宗・最強の帝国に挑む                               |                                                                           | 2015年2月13日8時から再々放送。                                                                                        |
| （9月25日）  | （10月3日） | 戦国合戦の謎「長篠の戦い 戦国最強・武田軍はなぜ敗れたか？」   |                                                                           | 3度目と4度目の放送。初回は6月5日。                                                                                    |
| 10月2日      | 10月10日    | 高杉晋作 革命戦士が夢見た独立国家構想                         |                                                                           | 定時の再放送は再々放送。10月5日13時から再放送。2015年1月4日14時から4度目の放送。                                      |
| 10月16日     | 10月24日    | 美の下克上 絵師 長谷川等伯                                    |                                                                           | 定時の再放送は再々放送。10月19日13時から再放送。                                                                      |
| 10月23日     | 10月31日    | 道鏡か否か？愛に揺れた女帝                                    |                                                                           | 2015年8月6日8時から再々放送。                                                                                         |
| （10月30日） | （11月7日） | 戦国合戦の謎「桶狭間の戦い 信長を天才にした逆境」             |                                                                           | 3度目と4度目の放送。初回は6月12日。                                                                                   |
| 11月6日      | 11月14日    | 決裂も辞さず 日露講和会議の小村寿太郎                         |                                                                           | |
| 11月13日     | 11月21日    | 北政所と淀殿“女の戦い”の真実                                  |                                                                           | |
| 12月4日      | 12月12日    | 開戦前夜！政治家 斎藤隆夫の挑戦～命をかけた名演説～           |                                                                           | 2015年4月23日8時から再々放送。                                                                                        |
| 12月11日     | 12月19日    | そして“忠臣蔵”が生まれた～赤穂事件・将軍綱吉の裁決～          |                                                                           | |
| 12月18日     | 12月26日    | 打倒頼朝！“貴族”義経の野心～武士の世を生んだ兄弟対決～        |                                                                           | |
| 12月25日     | 1月9日      | 池田屋事件 近藤勇・逆境を駆け抜ける                           |                                                                           | |
| 1月8日       | 1月16日     | 黒船で世界をめざせ！維新の原点 吉田松陰の決断                 |                                                                           | |
| 1月15日      | 1月23日     | 信長は本当に天下を狙ったのか～新発見・幻の上洛計画            |                                                                           | |
| （1月22日）  | （1月30日） | 女王・卑弥呼 “辺境”のサバイバル外交                           |                                                                           | 4度目と5度目の放送。初回は2014年4月10日。                                                                             |
| 1月29日      | 2月6日      | もうひとつの明治維新～敗者・伊達家 北海道開拓への苦闘～       |                                                                           | 2015年10月29日8時から再々放送。                                                                                       |
| 2月12日      | 2月20日     | 明治憲法への道～伊藤博文が目指した“国のかたち”～              |                                                                           | |
| 2月19日      | 2月27日     | 幻に終わった“開国”～松平定信・大国ロシアへの挑戦～            |                                                                           | 2015年9月17日8時から再々放送。                                                                                        |
| 2月26日      | 3月6日      | 二・二六事件前夜！高橋是清 決死の攻防                         |                                                                           | 2016年2月25日8時から再々放送。                                                                                        |
| （3月5日）   | （3月13日） | 関東大震災 後藤新平・不屈の復興プロジェクト                   |                                                                           | 3度目と4度目の放送。初回は2014年9月4日。                                                                              |
| 3月12日      | 3月20日     | 大敗北が家康を天下人にした 知られざる三方ヶ原の戦い           |                                                                           | |
| 3月19日      | 3月27日     | 闘う覇王・後醍醐天皇～未完に終わった“建武の新政”              |                                                                           | 2015年10月1日8時から再々放送。                                                                                        |
| 3月26日      | 4月2日      | 久坂玄瑞と禁門の変～江戸時代を終わらせた青年志士～            |                                                                           | |

### 2015年度
| 本放送      | 再放送      | タイトル                                                               | コメンテーター | 備考                                                                                                |
| ----------- | ----------- | ---------------------------------------------------------------------- | -------------- | --------------------------------------------------------------------------------------------------- |
| 4月2日      | 4月9日      | “オールジャパン”への挑戦～龍馬・未完の国家構想～                       |                | 11月5日8時から再々放送。                                                                            |
| 4月9日      | 4月16日     | 無念なり！悲運の大老～井伊直弼・開国への決断～                         |                | |
| 4月23日     | 4月30日     | 天下争奪！？～伊達政宗 戦国最後の野望～                                |                | 7月28日15時から再々放送。                                                                           |
| 5月7日      | 5月14日     | “平民宰相”原敬 知られざる素顔～切り開け！協調外交への道                |                | |
| 5月14日     | 5月21日     | 聖武天皇 未完の遷都計画～最新発掘が明かした大国家構想～                |                | |
| 5月21日     | 5月28日     | 専制か 民主か？～大久保利通 近代化への苦闘～                           |                | |
| （5月28日） | （6月4日）  | 決裂も辞さず 日露講和会議の小村寿太郎                                  |                | 3度目と4度目の放送。                                                                                |
| 6月4日      | 6月11日     | 大奥からの革命～将軍吉宗誕生！天英院の決断～                           |                | |
| 6月11日     | 6月18日     | シリーズ“政権誕生の地”「なぜ家康は江戸を選んだのか？」                 |                | |
| 6月18日     | 6月25日     | シリーズ“政権誕生の地”「迷えるカリスマ・足利尊氏」                     |                | |
| （6月25日） | （7月2日）  | 打倒頼朝！“貴族”義経の野心～武士の世を生んだ兄弟対決～                 |                | 3度目と4度目の放送。                                                                                |
| （7月2日）  | （7月9日）  | 久坂玄瑞と禁門の変～江戸時代を終わらせた青年志士～                     |                | 3度目と4度目の放送。                                                                                |
| 7月9日      | 7月16日     | 加賀百万石 三代前田利常・究極のサバイバル術                            |                | |
| 7月16日     | 7月23日     | 毛利一族の関ヶ原 歴史を変えた“選択の連続”                              |                | |
| 7月30日     | 8月30日     | スペシャル「会津ｖｓ．長州～ニッポンを創った２つの魂（スピリット）〜」 |                | 本放送は 19:30 - 20:59 。再放送は日曜 16:00 - 17:30 。再々放送：2017年12月24日（日）12:45 -14:15 。 |
| 8月13日     | 8月20日     | “命どぅ宝”～沖縄県知事 島田叡からの伝言〜                              |                | |
| （8月20日） | （8月27日） | 信長は本当に天下を狙ったのか～新発見・幻の上洛計画                     |                | 3度目と4度目の放送。                                                                                |
| 9月3日      | 9月10日     | 家康 逃げる～天下への道 伊賀越え～                                     |                | 2016年12月21日12時から再々放送。                                                                    |
| 9月17日     | 9月24日     | 独立！“蝦夷共和国”～榎本武揚 壮大な実験～                              |                | 2016年3月29日12時から再々放送。                                                                     |
| 10月1日     | 10月8日     | 目指せ！“平和の祭典”～１９４０年・東京～                               |                | |
| 10月8日     | 10月15日    | “へうげもの”天下に挑む 古田織部 時代との闘い                           |                | |
| 10月15日    | 10月22日    | 信長の葬儀～秀吉の知られざる天下争奪戦～                               |                | |
| 11月5日     | 11月12日    | 東アジアの懸け橋 遣唐使・阿倍仲麻呂の実像                              |                | 2017年2月22日15時から再々放送。                                                                     |
| 11月12日    | 11月19日    | 日本国王 足利義満の野望～北山新都心と日明貿易～                        |                | |
| 12月3日     | 12月10日    | 昭和の選択 第１回「開かれた戦争への扉～日独伊三国同盟の誤算～」        |                | 2016年8月11日8時から再々放送。                                                                      |
| 12月10日    | 12月17日    | 昭和の選択 第２回「終戦への１３１日～鈴木貫太郎内閣の苦闘～」          |                | 2016年8月18日8時から再々放送。                                                                      |
| 12月17日    | 12月24日    | 藤田嗣治“アッツ島玉砕”の真実                                           |                | |
| 12月24日    | 1月7日      | 激突！島原の乱 天草四郎ｖｓ．松平信綱                                  |                | 4度目と5度目の放送。2016年1月13日12時から6度目の放送。                                              |
| 1月7日      | 1月14日     | 武田信玄から真田丸へ～城の密集地帯 川中島の秘密～                      |                | |
| （1月14日） | （1月21日） | 大坂の陣４００年 真田幸村・決戦へのジレンマ                            |                | 6度目と7度目の放送。2016年1月30日11時から8度目の放送。                                              |
| 1月21日     | 1月28日     | リアル暴れん坊の将軍 破滅への選択～足利義教・“最凶”伝説～              |                | 2016年5月12日8時から再々放送。2017年7月25日16時30分から4度目の放送。                                |
| 1月28日     | 2月4日      | 知りすぎた男たちの挑戦 蛮社の獄 渡辺崋山と高野長英の決断               |                | |
| 2月4日      | 2月11日     | 微生物の狩人 北里柴三郎の挑戦                                          |                | 2016年10月27日20時から再々放送。                                                                    |
| （2月11日） | （2月18日） | 明治憲法への道～伊藤博文が目指した“国のかたち”～                       |                | 3度目と4度目の放送。                                                                                |
| 2月25日     | 3月3日      | 真田昌幸 戦国サバイバル術～大勝負 第一次上田合戦                       |                | |
| 3月3日      | 3月10日     | 富士山大噴火 現場指揮官・復興への葛藤                                  |                | |
| 3月10日     | 3月17日     | 大津波から村を守れ！～三陸海岸の村長の決断～                           |                | |
| 3月17日     | 3月24日     | 屈辱に生きるか？誇りある滅びか？～福島正則 広島城改修事件～            |                | |
| 3月24日     | 3月31日     | 官か？民か？明治の快男児 五代友厚の真実                                |                | 定時の再放送は再々放送。3月26日11時から再放送。                                                     |
| 3月31日     | 4月7日      | 開け！北のフロンティア～熱血商人・高田屋嘉兵衛の挑戦～                 |                | |

### 2016年度
| 本放送       | 再放送      | タイトル                                                                  | コメンテーター | 備考                                                            |
| ------------ | ----------- | ------------------------------------------------------------------------- | -------------- | --------------------------------------------------------------- |
| 4月7日       | 4月14日     | 女たちの江戸城無血開城 和宮と篤姫 大奥の闘い                              |                | 12月31日9時から再々放送。                                       |
| 4月14日      | 4月21日     | 明治トップレディーたちの華麗なる変身～条約改正に挑んだ女たち              |                |                                                                 |
| 4月21日      | 4月28日     | 大谷吉継 関が原もうひとつのシナリオ 誤算に消えた西軍必勝                  |                |                                                                 |
| （4月28日）  | （5月5日）  | 藤田嗣治“アッツ島玉砕”の真実                                              |                | 3度目と4度目の放送。                                            |
| 5月12日      | 5月19日     | ルールを破れ！戦国ベンチャー～北条早雲 下剋上成功の秘密～                 |                |                                                                 |
| 5月19日      | 5月26日     | すべては民のために！“名君”徳川宗春の挑戦                                  |                |                                                                 |
| 5月26日      | 6月2日      | 衝突！その時 男は何を見た 征夷大将軍・坂上田村麻呂                        |                | 2017年3月2日8時から再々放送？                                   |
| 6月2日       | 6月9日      | “なでしこ”たちの祭典 日本初の女子メダリスト 人見絹枝の決断                |                |                                                                 |
| 6月9日       | 6月16日     | 秀吉ＶＳ．家康スペシャル 第１集「小牧・長久手の戦い」                     |                |                                                                 |
| 6月16日      | 6月23日     | 秀吉ＶＳ．家康スペシャル 第２集「秀吉の逆襲」                             |                |                                                                 |
| 6月23日      | 6月30日     | 幕末最強の軍をつくった男～佐賀藩主 鍋島閑叟～                             |                | 8月18日17時から再々放送。                                       |
| （6月30日）  | （7月7日）  | シリーズ“政権誕生の地”「なぜ家康は江戸を選んだのか？」                    |                | 3度目と4度目の放送。                                            |
| （7月7日）   | （7月14日） | シリーズ“政権誕生の地”「迷えるカリスマ・足利尊氏」                        |                | 3度目と4度目の放送。                                            |
| 7月14日      | 7月21日     | 加藤清正・熊本築城～秘められた関ヶ原逆転の戦略〜                          |                | 2017年4月15日18時から再々放送。                                 |
| 7月21日      | 7月28日     | 生きた証か 見果てぬ夢か～近代文学の祖 正岡子規の選択～                    |                | 12月10日15時から再々放送。                                      |
| 7月28日      | 8月4日      | 昭和の選択「“ライオン宰相”が夢見た平和～軍縮に挑んだ男 浜口雄幸～」       |                | 2017年4月27日20時から再々放送。2017年5月4日8時から4度目の放送。 |
| （8月18日）  | （8月25日） | 大谷吉継 関が原もうひとつのシナリオ 誤算に消えた西軍必勝                  |                | 3度目と4度目の放送。                                            |
| 8月25日      | 9月1日      | 昭和の選択「“核なき世界”と権力への挑戦～いま石橋湛山を見る～」            |                | 2017年4月29日13時30分から再々放送。                             |
| 9月1日       | 9月8日      | 南海トラフに挑んだ男 濱口梧陵・真の復興をめざす                           |                |                                                                 |
| 9月8日       | 9月15日     | 徳川繁栄のカギは第二次上田合戦にあり！？凡庸の将軍・秀忠の真相            |                |                                                                 |
| 9月15日      | 9月22日     | 幕末秘録・京都に外国軍侵攻！？徳川慶喜 破滅回避への決断                   |                |                                                                 |
| （9月22日）  | （9月29日） | 戦国合戦の謎「長篠の戦い 戦国最強・武田軍はなぜ敗れたか？」               |                | 5度目と6度目の放送。                                            |
| （9月29日）  | （10月6日） | 戦国合戦の謎「桶狭間の戦い 信長を天才にした逆境」                         |                | 5度目と6度目の放送。                                            |
| 10月6日      | 10月13日    | 神と仏の明治維新 若き官僚 岡倉天心の挑戦                                  |                |                                                                 |
| 10月13日     | 10月20日    | 明治維新 知られざるデザイナー ～尾張藩主 徳川慶勝～                       |                |                                                                 |
| 10月20日     | 10月27日    | 秀吉 中国大返し～最新研究！神業の謎に迫る～                               |                |                                                                 |
| 11月3日      | 11月10日    | 関東から天下へ！～上杉謙信の夢と野望～                                    |                |                                                                 |
| 11月10日     | 11月17日    | 平安京を護（まも）るのは空海 千年の都 誕生の裏側                          |                |                                                                 |
| 11月17日     | 11月24日    | 決戦！真田丸 父の教えか？兄弟の葛藤か？真田信之の決断                     |                |                                                                 |
| （11月24日） | （12月1日） | 富士山大噴火 現場指揮官・復興への葛藤                                     |                | 3度目と4度目の放送。初回は2016年3月3日。                        |
| （12月1日）  | （12月8日） | 大津波から村を守れ！～三陸海岸の村長の決断～                              |                | 3度目と4度目の放送。初回は2016年3月10日。                       |
| 12月8日      | 12月15日    | 昭和の選択「太平洋戦争 幻の航空機計画～軍用機メーカー中島飛行機の戦争～」 |                |                                                                 |
| 12月15日     | 12月22日    | 昭和の選択「ガラスの天井をぶち破れ！～市川房枝 権利獲得への戦い～」       |                |                                                                 |
| 12月22日     | 1月5日      | 真説！薩長同盟 若き家老・小松帯刀の挑戦                                   |                |                                                                 |
| 1月3日       |             | ザ・プレミアム 新春ＳＰ「“ニッポン”古代人のこころと文明に迫る」           |                | 本放送は21時から。                                              |
| （1月5日）   | （1月12日） | 明治維新 知られざるデザイナー ～尾張藩主 徳川慶勝～                       |                | 3度目と4度目の放送。初回は2016年10月13日。                      |
| 1月12日      | 1月19日     | シリーズ 戦国の女（１）“おんな城主”の賭け～次郎法師の生き残り戦略～       |                |                                                                 |
| 1月19日      | 1月26日     | シリーズ 戦国の女（２）「お市の方 三度の決断」                            |                |                                                                 |
| （1月26日）  | （2月2日）  | “平民宰相”原敬 知られざる素顔～切り開け！協調外交への道                   |                | 3度目と4度目の放送。初回は2015年5月7日。                        |
| 2月2日       | 2月9日      | スキャンダルかアートか？ 広告のパイオニア・片岡敏郎                       |                |                                                                 |
| 2月9日       | 2月16日     | 悲劇のキリシタン弾圧～大人になった天正遣欧使節の決断～                    |                |                                                                 |
| （2月16日）  | （2月23日） | 明治トップレディーたちの華麗なる変身～条約改正に挑んだ女たち              |                | 3度目と4度目の放送。初回は2016年4月14日。                       |
| 3月2日       | 3月9日      | 幕末 ここに始まる～島津久光・率兵上京の決断～                             |                |                                                                 |
| 3月9日       | 3月16日     | 昭和の選択 東京大空襲が生んだ悲劇の傑作「噫横川国民学校」                 |                |                                                                 |
| 3月16日      | 3月23日     | 武士よさらば 大村益次郎 常識を破壊する組織革命                            |                |                                                                 |
| 3月23日      | 3月30日     | “知の巨人”南方熊楠の闘い 熊野の森を守れ！                                 |                |                                                                 |
| 3月30日      | 4月6日      | 藤堂高虎「家康暗殺計画」運命の決断                                        |                |                                                                 |

### 2017年度
| 本放送     | 再放送     | タイトル                                                         | コメンテーター | 中心人物                                                                  | 選択の内容 | 備考                                                                    |
| ---------- | ---------- | ---------------------------------------------------------------- | --- | ------------------------------------------------------------------------- | --- | ----------------------------------------------------------------------- |
| 04月06日   | 04月13日   | “関ヶ原”敵中突破！！ 家康に負けず 島津の力                       | 山本博文、島田久仁彦、小谷賢 |                                                                           | |                                                                         |
| 04月13日   | 04月20日   | 平安京ミステリー 応天門の変～容疑者は政権トップ４～              | 本郷和人（歴史学者）、中野信子（脳科学者）、平野啓一郎（小説家） VTR出演：今正秀（奈良教育大学 教授）、 丸川義広（京都市考古資料館）、黒田泰三（美術史家）                                                                                 | 藤原良房（太政大臣）、源信（左大臣） 藤原良相（右大臣）、伴善男（大納言） | 藤原良房は、 ①「ナンバー２ 源信に罪を負わせる」、 ②「ナンバー３ 藤原良相に罪を負わせる」、 ③「ナンバー４ 伴善男に罪を負わせる」のうち、③を選択。 |                                                                         |
| 04月20日   | 04月27日   | 古代史ミステリー 乙巳の変 蘇我氏はなぜ滅ぼされたのか？           | 倉本一宏（歴史学者）、小島毅（思想史家）、宮崎哲弥（評論家） VTR出演：白石太一郎（大阪府立近つ飛鳥博物館 館長）、猪熊兼勝（京都橘大学 名誉教授）、 佐藤長門（國學院大学 教授）、森公章（東洋大学 教授）、鈴木靖民（横浜市歴史博物館 館長） | 蘇我蝦夷、蘇我入鹿                                                        | 蘇我入鹿は、①「積極策 改革を急ぎ断行」、 ②「慎重策 多数派を形成」のうち、①を選択。                                                               |                                                                         |
| (05月04日) | (05月11日) | 開け！北のフロンティア～熱血商人・高田屋嘉兵衛の挑戦～           | 逢坂剛、飯田泰之、瀧本哲史、中野信子 |                                                                           | | 初回は2016年3月31日。3度目と4度目の放送。                               |
| 05月11日   | 05月18日   | 明治外交秘史 榎本武揚 驚異の対ロシア戦略                         | 萱野稔人、下斗米伸夫、中村喜和 |                                                                           | |                                                                         |
| 05月18日   | 05月25日   | 時代を開いた大奥の女～史上最強の乳母 春日局～                    | 田端泰子、池田理代子、中野信子 |                                                                           | |                                                                         |
| (05月25日) | (06月01日) | 大奥からの革命～将軍吉宗誕生！天英院の決断～                     | 鈴木由紀子、中野信子、山本博文、飯田泰之 |                                                                           | | 初回は2015年6月4日。3度目と4度目の放送。                                |
| 06月01日   | 06月08日   | 緊急指令 米国を取り逃がすな！金子堅太郎・日露戦争下の外交戦      | 五百旗頭真、簑原俊洋、船橋洋一 |                                                                           | |                                                                         |
| 06月08日   | 06月15日   | 龍馬暗殺 最期の宿に秘められた真相～なぜ近江屋だったのか？～      | 大石学、宮嶋茂樹、宮崎哲弥 |                                                                           | |                                                                         |
| (06月15日) | (06月22日) | 大敗北が家康を天下人にした 知られざる三方ヶ原の戦い              | 千田嘉博、萱野稔人、小谷賢、中野信子 |                                                                           | | 初回は2014年3月12日。3度目と4度目の放送。                               |
| 06月22日   | 06月29日   | 関ヶ原・抜け駆けか同士討ちか？井伊直政の決断                     | 笠谷和比古、瀧本哲史、原田眞人 |                                                                           | |                                                                         |
| 06月29日   | 07月06日   | 敗北！白村江の戦い なぜ巨大帝国に挑んだのか？                    | 園村昌弘、倉本一宏、萱野稔人 |                                                                           | |                                                                         |
| (07月06日) | (07月13日) | 秀吉ＶＳ．家康スペシャル 第１集「小牧・長久手の戦い」            | 井上章一、千田嘉博、植木理恵、中野信子、島田久仁彦、小谷賢 |                                                                           | | 初回は2016年6月9日。3度目と4度目の放送。3月26日 15:30 - に5度目の放送。 |
| (07月13日) | (07月20日) | 秀吉ＶＳ．家康スペシャル 第２集「秀吉の逆襲」                    | 千田嘉博、中野信子、小谷賢、井上章一、植木理恵、島田久仁彦 |                                                                           | | 初回は2016年6月16日。3度目と4度目の放送。3月27日 15:30 - に5度目の放送, |
| 07月20日   | 07月27日   | “県”誕生！奇跡の無血革命～大久保利通・廃藩置県の舞台裏～         | 勝田政治、あさのあつこ、小谷賢 |                                                                           | |                                                                         |
| 07月27日   | 08月03日   | スペシャル「まさかの応仁の乱！もうどうにも止まらない１１年戦争」 | 井上章一、呉座勇一、小谷賢、中野信子、橋本麻里 |                                                                           | | 本放送は 20:00 - 22:00 、再放送は 08:00 - 10:00（120分）。              |
| 08月03日   | 08月10日   | 真説・山崎の戦い～なぜ光秀は天下をとれなかったのか？～           | 千田嘉博、萱野稔人、小谷賢 |                                                                           | |                                                                         |
| 08月10日   | 08月17日   | 昭和の選択「ポツダム宣言受諾 外相東郷茂徳・和平への苦闘」        | 五百旗頭真、一ノ瀬俊也、小谷賢 |                                                                           | |                                                                         |
| (08月17日) | (08月24日) | 昭和の選択「“核なき世界”と権力への挑戦～いま石橋湛山を見る～」   | 増田弘、船橋洋一、宮崎哲弥、高橋源一郎 |                                                                           | | 初回は2016年8月25日。4度目と5度目の放送。                               |
|            | [08月31日] | 東アジアの懸け橋 遣唐使・阿倍仲麻呂の実像                        | 上野誠、夢枕獏、小島毅、河内春人 |                                                                           | |                                                                         |
| (08月31日) | (09月07日) | 聖武天皇 未完の遷都計画～最新発掘が明かした大国家構想～          | 馬場基、東秀紀、上田紀行、里中満智子 |                                                                           | | 初回放送:2015年5月                                                      |
| 09月07日   | 09月14日   | “日本”を生んだ戦い 新視点！壬申の乱                              | 倉本一宏、小谷賢、中野信子 |                                                                           | |                                                                         |
| 09月14日   | 09月21日   | 北の大地と民を守れ！ 松浦武四郎・北海道の名付け親                | 高橋源一郎、中野信子、三浦泰之 |                                                                           | |                                                                         |
| (09月21日) | (09月28日) | 武士よさらば 大村益次郎 常識を破壊する組織革命                   | 三宅紹宣、小谷賢、中野信子 |                                                                           | |                                                                         |
| 09月28日   | 10月05日   | 海賊王・村上武吉ｖｓ．天下人・豊臣秀吉                           | 山田吉彦、山内譲、中野信子 |                                                                           | |                                                                         |
| 10月05日   | 10月12日   | よっ！国芳～江戸っ子に愛された浮世絵師～                         | いとうせいこう、鹿島茂、松嶋雅人 |                                                                           | |                                                                         |
| (10月12日) | (10月19日) | 時代を開いた大奥の女～史上最強の乳母 春日局～                    | 田端泰子、池田理代子、中野信子 |                                                                           | |                                                                         |
| 10月19日   | 10月26日   | 家康、生涯最悪の決断～“信康事件”の真相に迫る！～                 | 尾木直樹、小和田哲男、飯田泰之 |                                                                           | |                                                                         |
| (10月26日) | (11月02日) | “関ヶ原”敵中突破！！ 家康に負けず 島津の力                       | 山本博文、島田久仁彦、小谷賢 |                                                                           | |                                                                         |
| (11月02日) | (11月09日) | 悲劇のキリシタン弾圧～大人になった天正遣欧使節の決断～           | 岡美穂子、大橋幸泰、星野博美 |                                                                           | |                                                                         |
| 11月09日   | 11月16日   | 室町幕府ミステリー 観応の擾乱 史上最大の兄弟げんか！             | 本郷和人、中野信子 |                                                                           | |                                                                         |
| 11月16日   | 11月23日   | 本当の幸いを探して 教師・宮澤賢治 希望の教室                     | 赤坂憲雄、高橋源一郎、大島丈志 |                                                                           | |                                                                         |
|            | [11月30日] | 西郷隆盛の苦悩 なぜ西南戦争は勃発したのか                        | |                                                                           | | 初回は2014年4月17日。                                                   |
| (11月30日) | (12月07日) | 平安京ミステリー 応天門の変～容疑者は政権トップ４～              | 本郷和人（歴史学者）、中野信子（脳科学者）、平野啓一郎（小説家 VTR出演：今正秀（奈良教育大学 教授）、 丸川義広（京都市考古資料館）、黒田泰三（美術史家）                                                                                   | 藤原良房（太政大臣）、源信（左大臣） 藤原良相（右大臣）、伴善男（大納言） | 藤原良房は、①「ナンバー２ 源信に罪を負わせる」、 ②「ナンバー３ 藤原良相に罪を負わせる」、 ③「ナンバー４ 伴善男に罪を負わせる」 のうち、③を選択。 | 3度目と4度目の放送。初回は2017年4月13日。                               |
| 12月07日   | 12月14日   | 土方歳三“明治”に死す 盟友・近藤勇の生死を握る決断                | 江上剛、大石学、中野信子 |                                                                           | |                                                                         |
| 12月14日   | 12月21日   | 古代史ミステリー 巨大古墳の国際戦略～半島危機と倭の五王～        | 倉本一宏、松木武彦、宮崎哲弥 |                                                                           | |                                                                         |
| (12月21日) | (12月28日) | 真説！薩長同盟 若き家老・小松帯刀の挑戦                          | 加来耕三、桐野作人、町田明広 |                                                                           | |                                                                         |
| 01月03日   | 03月18日   | 新春スペシャル「幕末ヒーロー列伝 これが薩摩藩の底力だ！」        | 中野信子、岩下哲典、桐野作人、瀧本哲史 |                                                                           | | 水曜 21:00 - 23:00 に本放送、 日曜 13:00 - 15:00 に再放送。             |
| (01月04日) | (01月11日) | 幕末 ここに始まる～島津久光・率兵上京の決断～                    | 家近良樹、高橋源一郎、桐野作人 |                                                                           | | 初回は2017年3月2日。3度目と4度目の放送。                                |
| (01月11日) | (01月18日) | 女たちの江戸城無血開城 和宮と篤姫 大奥の闘い                     | 宮崎哲弥、林真理子、山本博文、中野信子 |                                                                           | | 初回は2016年4月7日。4度目と5度目の放送。                                |
| 01月18日   | 01月25日   | 秀吉ＶＳ“山城”スペシャル 第１夜「激突！小田原の陣」              | 千田嘉博、中野信子、小谷賢 |                                                                           | |                                                                         |
| 01月25日   | 02月01日   | 秀吉ＶＳ山城ＳＰ 第２夜「天下統一最後の戦い“奥州再仕置”」        | 千田嘉博、中野信子、安部龍太郎 |                                                                           | |                                                                         |
| (02月01日) | (02月08日) | 関東から天下へ！～上杉謙信の夢と野望～                           | 小和田哲男、小谷賢、中野信子 |                                                                           | | 初回は2016年11月3日。3度目と4度目の放送。                               |
| (02月08日) | (02月15日) | 関ヶ原・抜け駆けか同士討ちか？井伊直政の決断                     | 笠谷和比古、瀧本哲史、原田眞人 |                                                                           | | 初回は2017年6月22日。3度目と4度目の放送。                               |
| 02月15日   | 02月22日   | 戦国最大の悪人 松永久秀の真実                                    | 千田嘉博、萱野稔人、本郷和人 |                                                                           | |                                                                         |
| 02月22日   | 03月01日   | 真説！北の関ヶ原合戦～直江兼続ＶＳ．最上義光～                   | 笠谷和比古、鈴木由紀子、小谷賢 |                                                                           | |                                                                         |
| (03月01日) | (03月08日) | 龍馬暗殺 最期の宿に秘められた真相～なぜ近江屋だったのか？        | 大石学、宮嶋茂樹、宮崎哲弥 |                                                                           | | 初回は2017年6月8日。3度目と4度目の放送。                                |
| 03月08日   | 03月15日   | 日朝国交を回復せよ！対馬 宗義智の秘策外交                        | 中野信子、山田吉彦、仲尾宏 |                                                                           | |                                                                         |
| 03月15日   | 03月22日   | “奇跡”の藩政改革者 山田方谷 無血開城に挑む                       | あさのあつこ、真山仁、瀧本哲史 |                                                                           | |                                                                         |
|            | [03月29日] | “知の巨人”南方熊楠の闘い 熊野の森を守れ！                        | 荒俣宏、奥本大三郎、北川正恭 |                                                                           | | 初回は2017年3月23日。3度目の放送。                                      |
| 03月29日   | 04月05日   | 英雄か怨霊か？保元の乱の敗者・崇徳上皇の涙                       | 夢枕獏、山田雄司、萱野稔人 |                                                                           | |                                                                         |

- 8月24日（木）の本放送は、中井精也のてつたびスペシャル「ゆる～っと縦断・ベトナム編」（出演：中井精也 声：山口勝平）を 19:30 - 21:00 に放送したため休止した。
- 11月23日（木・祝）の本放送は、ニッポンぶらり鉄道旅「紅葉スペシャル」（出演：堀井新太、舟山久美子、八田亜矢子　語り：TARACO）を 19:30 - 21:00 に放送したため休止した。
- 3月22日（木）の本放送は、中井精也のてつたびスペシャル「タイ縦断1700キロ」（【出演】中井精也【語り】山口勝平、住友優子）を 19:30 - 21:00 に放送したため休止した。

### 2018年度
| 本放送     | 再放送     | タイトル                                                           | コメンテーター | 中心人物            | 選択の内容 | 備考 |
| ---------- | ---------- | ------------------------------------------------------------------ | --- | ------------------- | --- | --- |
| 4月5日     | 4月12日    | 信長 大苦戦～真説 姉川の戦い～                                     | 外岡慎一郎、千田嘉博、小谷賢 | 織田信長            | | 2019年5月15日に再々放送。 |
| 4月12日    | 4月19日    | 汽笛一声！文明開化を決めた資金調達～若き大隈・伊藤の挑戦～         | 勝田政治（歴史学者）、荒木文宏（鉄道研究家）、瀧本哲史（投資家） （VTR内出演：林田治男）                                                | 大隈重信、 伊藤博文 | 大隈・伊藤は、鉄道開設のための資金調達に際し、 「①経営権 渡すもやむなし」 「②あくまでも国内資金」 「③善意の第三者を探す」 という選択を考えた。 その後、イギリスの銀行から融資を獲得、（しかも）経営権は日本が持つことができた。 | 12月6日に再々放送。 2018年4月11日放送の「ニッポンに蒸気機関車が走った日」では、井上勝を中心に、鉄道開設に関する内容の番組が放送された。 |
| 4月19日    | 4月26日    | 幕末秘録・琉球黒船事件 調所広郷 命をかけた秘策                     | 桐野作人、真山仁、楠木健 | 調所広郷            | | 2019年5月22日に再々放送。 |
| (4月26日)  | (5月3日)   | 家康、生涯最悪の決断～“信康事件”の真相に迫る！～                   | |                     | | |
| ({5月3日)  | (5月10日)  | 土方歳三“明治”に死す 盟友・近藤勇の生死を握る決断                  | |                     | | |
| 5月10日    | 5月17日    | 日本史を斬る！刀剣スペシャル                                       | 伊東潤（作家）、橋本麻里（美術評論家）、末兼俊彦（京都国立博物館）                                                                      |                     | | 11月1日に再々放送。 |
| 5月17日    | 5月24日    | 真相！戦国山城合戦！知将・毛利元就の決断                           | 小和田哲男、千田嘉博、島田久仁彦 |                     | | |
| (5月24日)  | (5月31日)  | 無念なり！悲運の大老～井伊直弼・開国への決断～                     | 町田明弘、飯田泰之、高橋源一郎、中野信子                                                                                                |                     | | 初回放送は、2015年4月9日。 |
| 5月31日    | 6月7日     | 楠木正成は悲劇の忠臣か                                             | 呉座勇一、萱野稔人、小谷賢 | 楠木正成            | | |
| 6月7日     | 6月14日    | 明治日本 首都は三択だった！～大久保利通 東京遷都の真実             | 落合弘樹、井上章一、中野信子、飯田泰之                                                                                                  |                     | | |
| (6月14日)  | (6月21日)  | 開け！北のフロンティア～熱血商人・高田屋嘉兵衛の挑戦～             | 逢坂剛、瀧本哲史、中野信子、飯田泰之 | 高田屋嘉兵衛        | | 初回放送は、2016年3月31日。 |
| 6月21日    | 6月28日    | 橋本左内 維新を先駆けた男 安政の大獄に死す！                       | 三谷博、高橋源一郎、中野信子 | 橋本左内            | | |
| 6月28日    | 7月5日     | 昭和の選択「天気予報は誰のものか？日本気象学の父・岡田武松の葛藤」 | 一ノ瀬俊也、饒村曜、中野信子 | 岡田武松            | | |
| (7月5日)   | (7月12日)  | 真説！北の関ヶ原合戦～直江兼続ＶＳ．最上義光～                     | 笠谷和比古、鈴木由紀子、小谷賢 |                     | | 初回放送は、2月22日。 |
| (7月12日)  | (7月19日)  | 武田信玄から真田丸へ～城の密集地帯 川中島の秘密～                  | 千田嘉博、小谷賢、飯田泰之、中野信子 |                     | | 初回放送は、2016年1月7日。 |
| 7月19日    | 7月26日    | 琉球スペシャル第１弾「独立を守れ！島津侵攻 尚寧王の決断」          | 上原兼善（岡山大学名誉教授、琉球史）、千田嘉博（城郭考古学）、島田久仁彦（国際交渉人）                                                  | 尚寧王              | 尚寧王は、 「（家康に）使者を派遣する」 「②使者を派遣しない」 のうち、②を選択。 | |
| 7月26日    | 8月2日     | 琉球スペシャル第２弾「辺境の声を聞け！探検家・笹森儀助の挑戦」     | 赤坂憲雄（民俗学者）、角幡唯介（作家・探検家）、飯田泰之（経済学者）                                                                    | 笹森儀助            | | |
| 8月2日     | 8月9日     | 江戸を手に入れろ！ 上野戦争 西郷どんの選択                         | 森まゆみ、小谷賢、江上剛 | 西郷隆盛            | 西郷隆盛は、彰義隊の扱いについて、 ①「彰義隊を討滅」 ②「あくまで戦を回避」 のうち、①を選択。 | 2019年5月15日に再々放送。 |
| 8月9日     | 8月16日    | 沢村栄治 伝説の投手 戦火に散る                                     | 桑田真澄（元読売巨人軍選手）、一ノ瀬俊也（埼玉大学教授 日本近現代史）、永井良和（関西大学社会学部 教授）、山際康之（東京造形大学 学長） |                     | | |
|            | [8月23日]  | 古代史ミステリー 巨大古墳の国際戦略～半島危機と倭の五王～          | 倉本一宏（国際日本文化研究センター教授）、松木武彦（国立歴史民俗博物館教授）、宮崎哲弥（評論家）                                        |                     | | 3回目の放送。初回は2017年12月14日。 |
| (8月23日)  | (8月30日)  | 真説！薩長同盟 若き家老・小松帯刀の挑戦                            | |                     | | |
| (8月30日)  | (9月6日)   | 大谷吉継 関ケ原もうひとつのシナリオ 誤算に消えた西軍必勝           | 外岡慎一郎、中野信子、萱野稔人、小谷賢                                                                                                  |                     | | 初回放送は、2016年4月21日。 |
| 9月6日     | 9月13日    | 三成の軍師・島左近奮戦す！～関ヶ原・逆転のシナリオ～               | 小和田哲男、外岡慎一郎、原田眞人 | 島左近              | | |
| 9月13日    | 9月20日    | 参勤交代を緩和せよ！～松平春嶽 幕政の根幹に物申す～                | 岸本覚、山本博文、萱野稔人 | 松平春嶽            | | |
| (9月20日)  | (9月27日)  | 幕末最強の軍をつくった男～佐賀藩主 鍋島閑叟～                      | 岩下哲典、佐渡島庸平、鈴木一義、中野信子                                                                                                | 鍋島閑叟            | | 初回放送は、2016年6月23日。 |
| 9月27日    | 10月4日    | 明治維新 最後の攻防～西郷・大久保“革命”への賭け～                  | 家近良樹、大澤真幸、大竹文雄 |                     | | |
| 10月4日    | 10月11日   | 探検SP～20世紀探検家列伝 なぜ未知の世界をめざしたのか？            | 夢枕獏、鹿島茂、関野吉晴 |                     | | |
| (10月11日) | (10月18日) | “日本”を生んだ戦い 新視点！壬申の乱                                | 倉本一宏、小谷賢、中野信子 |                     | | 初回放送は、2017年9月7日。 |
| (10月18日) | (10月25日) | ルールを破れ戦国ベンチャー～北条早雲 下剋上成功の秘密              | 小和田哲男、呉座勇一、瀧本哲史、中野信子                                                                                                |                     | | 初回放送は、2016年5月12日。 |
| 10月25日   | 12月30日   | スペシャル「ニッポンを斬る！歴史を創った名刀たち」                 | 末兼俊彦、橋本麻里、加来耕三、中野信子                                                                                                  |                     | | 本放送は 20:00 - 22:00、 再放送は 14:00 - 16:00。                                                                                       |
|            | [11月1日]  | 日本史を斬る！刀剣スペシャル                                       | 伊東潤（作家）、橋本麻里（美術評論家）、末兼俊彦（京都国立博物館）                                                                      |                     | | 3回目の放送。初回は2018年5月10日。 |
| (11月1日)  | (11月8日)  | 県誕生！奇跡の無血革命～大久保利通・廃藩置県の舞台裏               | 勝田政治、あさのあつこ、小谷賢 |                     | | 3回目と4回目の放送。初回は2017年7月20日。                                                                                               |
| 11月8日    | 11月15日   | 武田勝頼・山城をめぐる最期の決断                                   | 平山優、千田嘉博、飯田泰之 |                     | | |
| 11月15日   | 11月22日   | 徹底シミュレーション 江戸城攻略～由井正雪に勝機はあったか～        | 門井慶喜、千田嘉博、小谷賢、神田松之丞                                                                                                  |                     | | |
| (11月22日) | (11月29日) | 室町幕府ミステリー 観応の擾乱 史上最大の兄弟げんか！               | 本郷和人、中野信子 |                     | | 3回目と4回目の放送。初回は2017年11月9日。                                                                                               |
| 11月29日   | 12月16日   | スペシャル「決戦！西南戦争 ラストサムライ 西郷隆盛の真実」         | 【出演】大阪経済大学教授…家近良樹、作家…加来耕三、 日本大学国際関係学部教授…淺川道夫 【司会】三宅民夫【リポーター】浅野里香             |                     | | 本放送は 20:00 - 22:00、 再放送は 14:30 - 16:30。                                                                                       |
|            | [12月6日]  | 汽笛一声！文明開化を決めた資金調達～若き大隈・伊藤の挑戦           | 勝田政治、荒木文宏、瀧本哲史 |                     | | 3回目の放送。初回は2018年4月12日。 |
| 12月6日    | 12月13日   | 昭和の選択「開戦を回避せよ！～近衞文麿・日米交渉の挫折～」         | 筒井清忠、三牧聖子、小谷賢 | 近衛文麿            | | |
| 12月13日   | 12月20日   | 右大臣吉備真備 左遷からカムバックした男                            | 倉本一宏、江上剛、里中満智子 |                     | | |
| (12月20日) | (12月27日) | 土方歳三“明治”に死す 盟友・近藤勇の生死を握る決断                  | 大石学、江上剛、中野信子 |                     | | 5回目と6回目の放送。初回は2017年12月7日。                                                                                               |
| (12月27日) | (1月10日)  | 敗北！白村江の戦い なぜ巨大帝国に挑んだのか？                      | 園村昌弘、倉本一宏、萱野稔人 |                     | | 3回目と4回目の放送。初回は2017年6月29日。                                                                                               |
| (1月10日)  | (1月17日)  | 武士よさらば 大村益次郎 常識を破壊する組織革命                     | 三宅紹宣、小谷賢、中野信子 |                     | | 4回目と5回目の放送。初回は2017年3月23日。                                                                                               |
| 1月17日    | 1月24日    | 謙信VS.信長 戦国最強は誰だ？～真説・手取川の戦い～                 | 金子拓、小谷賢、中野信子 |                     | | |
| 1月24日    | 1月31日    | 史上最強？後鳥羽上皇の謎～承久の乱の真実～                         | 本郷和人、大澤真幸、中野信子 | 後鳥羽上皇          | | |
| (1月31日)  | (2月7日)   | 古代史ミステリー 巨大古墳の国際戦略～半島危機と倭の五王            | 倉本一宏、松木武彦、宮崎哲弥 |                     | | 4回目と5回目の放送。初回は2017年12月14日。                                                                                              |
| (2月7日)   | (2月14日)  | 決戦真田丸 父の教えか？兄弟の葛藤か？真田信之の決断                | 千田嘉博、伊東潤、中野信子 | 真田信之            | | 5回目と6回目の放送。初回は2016年11月17日。                                                                                              |
| 2月14日    | 2月21日    | 平将門・謀反の真実～悪霊か正義の武士（もののふ）か～               | 川尻秋生、高橋源一郎、宮崎哲弥 | 平将門              | | |
| 2月21日    | 2月28日    | 地方の怒り 都を制圧す！～木曾義仲の野望と挫折～                    | 本郷和人、加来耕三、宮崎哲弥 | 木曾義仲            | | |
| 2月28日    | 3月7日     | 大原騒動・1万人が決起した百姓一揆「壮絶な戦いのすべて」            | 若尾政希、中野信子、宮崎哲弥 |                     | | |
| 3月7日     | 3月14日    | 天下無双の名将・立花宗茂～関ヶ原敗戦・奇跡の復活劇～               | 加来耕三、中野信子、萱野稔人 | 立花宗茂            | | |
| (3月14日)  | (3月21日)  | 海賊王・村上武吉vs.天下人・豊臣秀吉                                | 山田吉彦、山内譲、中野信子 |                     | | 3回目と4回目の放送。初回は2017年9月28日。                                                                                               |
| 3月21日    | 3月28日    | この本が日本を変えた！～杉田玄白“解体新書”誕生への挑戦             | 岩下哲典、海堂尊、鹿島茂 | 杉田玄白            | | |
| 3月28日    | 4月3日     | 細川ガラシャ 戦国に散った麗人の真実                                | 大澤真幸、橋本麻里、中野信子 | 細川ガラシャ        | | |

- 8月16日（木）の本放送は、スーパープレミアム「大中継！にっぽんのお盆 ～ふるさとを愛し、亡き人を思う夜～」（出演：樹木希林、東儀秀樹、吉岡里帆、佐藤二朗、山折哲雄）を 18:00 - 21:00 に放送したため休止した。

### 2019年度
| 本放送     | 再放送     | タイトル                                                                 | コメンテーター | 中心人物                     | 選択の内容 | 備考                                                        |
| ---------- | ---------- | ------------------------------------------------------------------------ | --- | ---------------------------- | --- | ----------------------------------------------------------- |
| 4月3日     | 4月10日    | “帝国”の誕生～明治天皇・立憲君主への道～                                 | 原武史、君塚直隆、赤坂真理 | 明治天皇                     | |                                                             |
| 4月10日    | 4月17日    | 打倒信長！戦国忍者の戦い～真説・天正伊賀の乱～                           | 山田雄司、川上仁一、中野信子、小谷賢                                                                                           |                              | 天正伊賀の乱 |                                                             |
| (4月17日)  | (4月24日)  | 日本史を斬る！刀剣スペシャル                                             | |                              | |                                                             |
| 4月24日    | 5月1日     | 追跡！土偶を愛した弥生人たち～縄文と弥生をつなぐミステリー～             | 松木武彦、寺前直人、中野信子                                                                                                   |                              | |                                                             |
| (5月1日)   | (5月8日)   | スキャンダルかアートか？ 広告のパイオニア・片岡敏郎                      | 岡田芳郎、田中里沙、鹿島茂 | 片岡敏郎                     | |                                                             |
| 5月8日     | 5月15日    | “幕末”をつくった天皇～200年前の生前退位～                                | 藤田覚、上田紀行、御厨貴 | 光格天皇                     | |                                                             |
| (5月15日)  | (5月22日)  | 信長 大苦戦～真説 姉川の戦い～                                           | |                              | |                                                             |
| (5月22日)  | (5月29日)  | 幕末秘録・琉球黒船事件 調所広郷 命をかけた秘策                           | |                              | |                                                             |
| 5月29日    | ―          | スペシャル「ローマ帝国×驚異の砂漠都市 幻の王国のサバイバル戦略」         | 青柳正規、大山晃司、ヤマザキマリ、小谷賢                                                                                       |                              | ナバテア王国の宰相シュライオスは、香料交易路を狙うローマ帝国に対して、 ①「抗戦」、 ②「恭順」 のうち、②を選択。                                                                          | 本放送は、20:00 - 22:00。                                   |
| 06月05日   | 06月12日   | 応仁の乱前夜 将軍暗殺！嘉吉の変～令和の京都で変革を語る～                | 呉座勇一、井上章一 |                              | |                                                             |
| (6月12日)  | (6月19日)  | 楠木正成は悲劇の忠臣か                                                   | 呉座勇一、萱野稔人、小谷賢 |                              | |                                                             |
| 6月15日    | 9月29日    | スペシャル「大奥贈答品日記」                                             | 大石学、田渕久美子、IKKO、上白石萌音、木本武宏                                                                                 |                              | | 21:00～23:00に放送。 同年9月29日の14：30～16：30に再放送。  |
| 6月19日    | 6月26日    | 新視点！信長はなぜ本能寺に泊まったのか？                                 | 金子拓、中野信子、飯田泰之 | 織田信長                     | |                                                             |
| 6月26日    | 7月3日     | 武田勝頼・山城をめぐる最期の決断                                         | 平山優、千田嘉博、飯田泰之 |                              | |                                                             |
| 7月日      | 7月10日    | 警察誕生～川路利良、恩人西郷との対決～                                   | 家近良樹、加来耕三、久保正行                                                                                                   | 川路利良                     | |                                                             |
| (7月10日)  | (7月17日)  | 藤堂高虎「家康暗殺計画」運命の決断                                       | 垣根涼介、羽場久美子、藤田達生                                                                                                 |                              | |                                                             |
| 7月17日    | 7月24日    | 名人円朝 新時代の落語に挑む！～熊さん八っつぁんの文明開化～              | 高橋源一郎、中野信子、須田努                                                                                                   |                              | |                                                             |
| (7月24日)  | (7月31日)  | 真相！戦国山城合戦！知将・毛利元就の決断                                 | 小和田哲男、千田嘉博、島田久仁彦                                                                                               |                              | |                                                             |
| 7月31日    | ―          | スペシャル「そして万葉集が生まれた～大伴家持が残した日本人の心」         | 【出演】いとうせいこう、里中満智子、澤田瞳子、馬場基、中西進【声】友近、粗品（霜降り明星）                                     |                              | | 本放送は、20:00 - 22:00。再放送は、12月30日 09:30 - 11:30。 |
| (8月7日)   | (8月14日)  | 参勤交代を緩和せよ！～松平春嶽 幕政の根幹に物申す～                      | 岸本覚、山本博文、萱野稔人 | 松平春嶽                     | |                                                             |
| 8月14日    | 8月21日    | 謎の屏（びょう）風が語りだす～復元推理 大坂冬の陣図屏風                  | 千田嘉博、小和田哲男、平山優                                                                                                   |                              | |                                                             |
| 8月21日    | 8月28日    | 100年前の教育改革～大正新教育の挑戦と挫折～                              | 山辺恵理子、小針誠、高橋源一郎                                                                                                 |                              | |                                                             |
| (8月28日)  | (9月4日)   | 謙信VS.信長 戦国最強は誰だ？～真説・手取川の戦い                         | 金子拓、小谷賢、中野信子 |                              | |                                                             |
| 9月4日     | 9月11日    | 渋沢栄一 知られざる顔～「論語と算盤（そろばん）」を読み解く              | 鹿島茂、飯田泰之、中野信子 | 渋沢栄一                     | 渋沢栄一は、東京養老院の廃案について、 ①「養老院を税金で維持」、 ②「民間資金で運営継続」 のうち、②を選択。                                                                              |                                                             |
| (9月11日)  | (9月18日)  | 右大臣吉備真備 左遷からカムバックした男                                  | 倉本一宏、江上剛、里中満智子                                                                                                   |                              | |                                                             |
| 9月18日    | 9月25日    | シリーズ幕末の先覚者(1) 「不可能への挑戦～河井継之助の北越戦争～」       | 大石学、中野信子、萱野稔人 | 河井継之助                   | 河井継之助は、小千谷談判において、 「①恭順」 「②抗戦」 「③中立」 のうち、③を選択。 |                                                             |
| 9月25日    | 10月2日    | シリーズ幕末の先覚者(2)「めざせ!徳川近代国家 小栗上野介の夢と挫折」      | 岩下哲典、萱野稔人、真山仁（VTR内出演：安池尋幸、クリスチャン・ポラック）                                                      | 小栗忠順                     | 小栗上野介は、悲願の造船所建設のパートナーとして、 「①イギリス」 「②オランダ」 「③フランス」 のうち、③を選択。                                                                          |                                                             |
| 10月2日    | 10月9日    | 悲運の天才・菅原道真～なぜ怨霊は神となったのか～                         | 藤原克己、夢枕獏、中野信子（VTR内出演：今正秀、竹居明男、佐々木恵介）                                                          | 菅原道真                     | 菅原道真は、「右大臣に就任すべきなのか」、「固辞すべきなのか」、のうち、昌泰2年（899年）右大臣に昇進したが、昌泰4年（901年）に大宰府に左遷され、その2年後の延喜3年（903年）に死去した。 |                                                             |
| (10月9日)  | (10月16日) | 史上最強？後鳥羽上皇の謎～承久の乱の真実～                               | 本郷和人、大澤真幸、中野信子                                                                                                   |                              | |                                                             |
| 10月16日   | 10月23日   | 難攻不落！月山富田城～尼子vs.毛利 史上最大の籠城戦～                     | 千田嘉博、小谷賢、飯田泰之 |                              | |                                                             |
| 10月23日   | 10月30日   | “天下取り”への城～最後の巨大山城 小谷城～                                | 千田嘉博、真山仁、中野信子 |                              | |                                                             |
| (10月30日) | (11月6日)  | 明治日本 首都は三択だった！～大久保利通 東京遷都の真実                   | 井上章一、落合弘樹、飯田泰之、中野信子                                                                                         |                              | |                                                             |
| 11月6日    | 11月13日   | “日出づる処の天子”の挑戦～聖徳太子の外交戦略～                           | 吉村武彦、小島毅、萱野稔人 | 聖徳太子                     | |                                                             |
| 11月13日   | 11月20日   | 大坂が燃える！大塩平八郎の乱～世直しの衝撃～                             | 藪田貫、須田努、中野信子 | 大塩平八郎                   | |                                                             |
| (11月20日) | (11月27日) | 天下無双の名将・立花宗茂～関ヶ原敗戦・奇跡の復活劇～                     | 加来耕三、中野信子、萱野稔人                                                                                                   |                              | |                                                             |
| 11月27日   | 12月4日    | 世界へ目を開け！～キリシタン大名・大友宗麟の挑戦                         | 安部龍太郎、中野信子、鹿毛敏夫                                                                                                 | 大友宗麟                     | 大友宗麟は、島津との戦いについて、 ①「出兵を回避する」、 ②「日向に出兵する」 のうち、②を選択。（耳川の戦い）                                                                            |                                                             |
| (12月4日)  | (12月11日) | 追跡！土偶を愛した弥生人たち～縄文と弥生をつなぐミステリー               | 松木武彦、中野信子、寺前直人                                                                                                   |                              | |                                                             |
| 12月11日   | 12月18日   | 昭和の選択 山本五十六 開戦への葛藤“避戦派”提督はなぜ真珠湾を攻撃したのか | 小谷賢、真山仁、畑野勇 | 山本五十六                   | 山本五十六は、日米戦の開戦か避戦かについて、 「①奇襲作戦を立案」、 「②避戦を画策」 のうち、奇襲作戦を立てながらも戦争回避の人事工作を画策したが、真珠湾奇襲攻撃を行った。               |                                                             |
| (12月18日) | (12月25日) | “幕末”をつくった天皇～２００年前の生前退位～                             | 藤田覚、上田紀行、御厨貴 |                              | |                                                             |
| 12月25日   | 1月8日     | 追跡 子だくさん将軍の大名ファミリー化？計画                              | 大石学、浅野妙子、鹿島茂（VTR内出演：横山則孝）                                                                                | 徳川家斉                     | |                                                             |
| 1月4日     | 1月12日    | 正月スペシャル「百人一首～藤原定家 三十一文字の革命～」                  | 高橋和也、葉山奨之、矢柴俊博、望月歩【ゲスト】谷知子、いとうせいこう、清川あさみ、ピーターマクミラン、山下恵令【語り】桑子真帆 |                              | | 本放送は、19:00 - 21:00。再放送は、14:30 - 16:30。          |
| (1月8日)   | (1月15日)  | 探検SP～20世紀探検家列伝 なぜ未知の世界をめざしたのか                    | 夢枕獏、鹿島茂、関野吉晴 |                              | |                                                             |
| 1月15日    | 1月22日    | 幕末の“ラストエンペラー”～孝明天皇 維新への道を決めた選択                | 高橋源一郎、上田紀行、家近良樹                                                                                                 | 孝明天皇                     | |                                                             |
| 1月22日    | 1月29日    | 秀吉・天下争奪の山城合戦～賤ケ岳の戦い～                                 | 千田嘉博、小谷賢、島田久仁彦 （VTR内出演：太田浩司）                                                                           | 羽柴秀吉                     | 羽柴秀吉は、 「①防御に徹する」 「②軍を二手に分ける」 のうち、②を選択。 織田信孝・滝川一益連合軍を討つべく岐阜へ向かった。秀吉不在の前線は弟の羽柴秀長が担った。                         |                                                             |
| (1月29日)  | (2月5日)   | 細川ガラシャ 戦国に散った麗人の真実                                      | 大澤真幸、中野信子、橋本麻里                                                                                                   |                              | |                                                             |
| 2月5日     | 2月12日    | 遠山の金さん 天保の改革に異議あり！                                      | 山本博文、萱野稔人、中野信子                                                                                                   |                              | |                                                             |
| 2月12日    | 2月19日    | “奥の細道”への道～松尾芭蕉 五・七・五の革命～                            | 嵐山光三郎、長谷川櫂、佐藤勝明                                                                                                 |                              | |                                                             |
| 2月19日    | 2月26日    | 明治の行方を決めた政変～征韓論危機 伊藤博文の決断～                      | 伊藤之雄、大澤真幸、中野信子                                                                                                   |                              | |                                                             |
| (2月26日)  | (3月4日)   | 応仁の乱前夜 将軍暗殺！嘉吉の変～令和の京都で変革を語る                  | 呉座勇一、井上章一 |                              | |                                                             |
| 3月4日     | 3月11日    | 戦国ミステリー 斎藤道三はふたりいた！？～下克上の真実～                  | 千田嘉博、飯田泰之、石川美咲                                                                                                   |                              | |                                                             |
| 3月11日    | 3月18日    | 水害と闘った男たち～治水三傑・現代に活かす叡智～                         | 片山善博、大熊孝、飯田泰之 | 武田信玄、津田永忠、金原明善 | |                                                             |
| (3月18日)  | (3月25日)  | 渋沢栄一 知られざる顔“論語と算盤（そろばん）”を読み解く                  | |                              | |                                                             |
| 3月25日    | 4月1日     | 逆転人生に賭ける！～関東武者 新田義貞の挑戦～                            | 呉座勇一、高橋源一郎、島田久仁彦                                                                                               |                              | |                                                             |

### 2020年度
| 本放送    | 再放送    | タイトル                                                              | コメンテーター                                                 | 中心人物                           | 選択の内容 | 備考                 |
| --------- | --------- | --------------------------------------------------------------------- | -------------------------------------------------------------- | ---------------------------------- | --- | -------------------- |
| 4月1日    | 4月8日    | 心理分析 明智光秀～なぜ信長を討ったのか？～                           | 金子拓、井上章一、中野信子                                     | 明智光秀                           | |                      |
| 4月8日    | 4月15日   | 新発見！秀吉・中国大返し～これが幻の高速移動システムだ！～            | 平山優、千田嘉博、小谷賢                                       |                                    | |                      |
| 4月15日   | 0月0日    |                                                                       |                                                                |                                    | |                      |
| 4月22日   | 4月29日   | スカウトされた大王～地方出身！継体天皇の実像～                        | 水谷千秋、松木武彦、萱野稔人                                   | 継体天皇                           | 継体天皇は、 ①「磐井を静観する」、 ②「磐井を討つ」 のうち、②を選択。 |                      |
| 04月029日 | 0月0日    |                                                                       |                                                                |                                    | |                      |
| 5月6日    | 0月0日    |                                                                       |                                                                |                                    | |                      |
| 5月13日   | 0月0日    | 織田信長・逆境が生んだカリスマ                                        |                                                                |                                    | |                      |
| 5月20日   | 5月27日   | 国難に打ち勝つ！幕末の三英傑                                          |                                                                | 阿部正弘、高杉晋作、小松帯刀       | |                      |
| 05月027日 | 0月0日    |                                                                       |                                                                |                                    | |                      |
| 06月03日  | 0月0日    |                                                                       |                                                                |                                    | |                      |
| 6月10日   | 6月17日   | 昭和に響いた“エール”～作曲家・古関裕而と日本人～                      | 刑部芳則、高橋源一郎                                           |                                    | |                      |
| 6月17日   | 6月24日   | 名優誕生！九代目市川團十郎 新時代に挑む」                             | 児玉竜一、中野信子                                             |                                    | |                      |
| 06月024日 | 0月0日    |                                                                       |                                                                |                                    | |                      |
| 0月0日    | (7月5日)  | 心理分析 明智光秀～なぜ信長を討ったのか？～                           |                                                                |                                    | | 18:00～18:45に放送。 |
| 7月8日    | 7月15日   | 鬼か?仏か?その後の新選組・土方歳三 〜宇都宮城攻防戦の真実〜           | 大石学、小谷賢                                                 | 土方歳三                           | 土方歳三は、奥羽越列藩同盟の軍議に参加し、 ①「奥羽にとどまる」、 ②「（旧幕府海軍とともに）新天地（蝦夷）に向かう」 のうち、②を選択。                                     |                      |
| 7月15日   | 7月22日   | 家康の終活～徳川の天下を決めた最後の決断～                            | 小和田哲男、中野信子                                           | 徳川家康                           | 徳川家康は、 「①忠輝と政宗を攻め滅ぼす」、 「②忠輝と政宗を引き離す」 のうち、②を選択。                                                                                   |                      |
| 0月0日    | 0月0日    |                                                                       |                                                                |                                    | |                      |
| 7月29日   | 8月5日    | 平清盛のマネー革命～銭の力で新時代をひらけ！～                        | 関幸彦、小島毅、飯田泰之 （VTR内出演：高橋昌明、伊藤啓介）     | 平清盛                             | 平清盛は、 「①宋銭を公認させる」 「②宋銭の公認を見送る」 のうち、②を選択。                                                                                               |                      |
| 8月5日    | 8月12日   | 源頼朝 武家の都“鎌倉”をひらく                                         | 坂井孝一、井上章一（VTR内出演：関幸彦）                        | 源頼朝                             | 源頼朝は、 「①そのまま上洛する」 「②（千葉常胤・三浦義澄・上総広常らが推す）東国にとどまる」 のうち、②を選択し、のちに「鎌倉」を開いた。                                 |                      |
| 0月0日    | 0月0日    |                                                                       |                                                                |                                    | |                      |
| 8月19日   | 8月26日   | シリーズ感染症との闘い① 衛生国家への挑戦～3人の先覚者たち～           | ヤマザキマリ、高橋源一郎                                       | 緒方洪庵、長与専斎、後藤新平       | |                      |
| 8月26日   | 9月2日    | シリーズ感染症との闘い② 100年前のパンデミック～“スペイン風邪”の教訓～ | 瀬名秀明、児玉龍彦                                             | 五味淵伊次郎、北里柴三郎、長与又郎 | |                      |
| 0月0日    | 0月0日    |                                                                       |                                                                |                                    | |                      |
| 9月9日    | 9月16日   | 朝倉義景 信長を最も追い詰めた男                                       | 呉座勇一、真山仁、中野信子                                     | 朝倉義景                           | |                      |
| 0月0日    | 0月0日    |                                                                       |                                                                |                                    | |                      |
| 9月23日   | 9月30日   | 日本のかたちを決めた女帝 持統天皇の真実                               | 瀧浪貞子、里中満智子、上田紀行 （VTR内出演：義江明子）         | 持統天皇                           | 鸕野讚良皇后（＝持統天皇）は、天武天皇の次の皇位は誰かについて、 「①草壁の子（＝珂瑠皇子）の即位」 「②（珂瑠皇子以外の）他の皇子の即位」 「③自ら即位」 のうち、③を選択。 |                      |
| 0月0日    | 0月0日    |                                                                       |                                                                |                                    | |                      |
| 10月7日   | 10月14日  | 板垣退助“自由民権”の光と影                                            | 松沢裕作、高橋源一郎                                           | 板垣退助                           | |                      |
| 0月0日    | 0月0日    |                                                                       |                                                                |                                    | |                      |
| 10月21日  | 10月28日  | 鑑真来日 秘められた真相                                               | 澤田瞳子、河上麻由子、萱野稔人                                 | 鑑真                               | 鑑真は、 「①渡航を断念し中国（唐）にとどまる」 「②あくまで日本に渡航」 のうち、②を選択。                                                                                 |                      |
| 10月31日  | 0月0日    | スペシャル「プロが選ぶ“最強”の戦国武将」                              | 小和田哲男、平山優、千田嘉博、飯田泰之、中野信子               |                                    | |                      |
| 11月4日   | 11月11日  | 奮闘！世直し江川大明神 幕末“海防の祖”江川英龍                         | 淺川道夫、佐々木譲、萱野稔人                                   | 江川英龍                           | |                      |
| 11月11日  | 11月19日  | バサラ大名 佐々木道誉 乱世を駆けぬける!                               | 呉座勇一、中野信子、古市憲寿                                   | 佐々木道誉                         | 佐々木道誉は、 ①「斯波高経を静観する」、 ②「斯波高経と対決する」 のうち、②を選択。                                                                                       |                      |
| 11月26日  | 12月2日   | “明治”に挑んだ女性 ～“鹿鳴館の華”大山捨松の実像～                     | ヤマザキマリ、髙橋裕子、山本むつみ                             | 大山捨松                           | |                      |
| 12月2日   | 12月9日   | 陰陽師・安倍晴明 平安京のヒーローはこうして誕生した                   | 夢枕獏、中野信子 （VTR内出演：山下克明、斎藤英喜）             | 安倍晴明                           | 安倍晴明は、一条天皇生母藤原詮子崩御による服喪自粛によって長保3年大晦日の追儺を行うか否かについて、 ①「追儺を自粛する」、 ②「追儺を強行する」 のうち、②を選択。          |                      |
| 12月9日   | 12月16日  | 昭和の選択「太平洋戦争 東條英機 開戦への煩悶（はんもん）」            | 一ノ瀬俊也、小谷賢、萱野稔人                                   | 東條英機                           | 東條英機は、 「①戦争をせず臥薪嘗胆」、 「②直ちに開戦を決意」、 「③戦争決意の下、外交を継続」 のうち、③を選択。                                                           |                      |
| 0月0日    | 0月0日    |                                                                       |                                                                |                                    | |                      |
| 12月23日  | 12月30日  | 九州 もうひとつの関ヶ原～軍師・官兵衛 知られざる野望～                | 千田嘉博、平山優、小谷賢 （VTR内出演：小和田哲男）             | 黒田官兵衛                         | 黒田官兵衛は、島津攻めの直前に、 「①家康に従う」、 「②家康に従わない」 のうち、①を選択。                                                                                 |                      |
| 1月3日    | 1月24日   | スペシャル・古代人のこころを発掘せよ！                                | 松木武彦、荒俣宏、いとうせいこう、中野信子                     |                                    | |                      |
| (1月6日)  | (1月13日) |                                                                       |                                                                |                                    | |                      |
| 1月13日   | 1月20日   | “中高年の星” 伊能忠敬 知られざる前半生の決断                          | 田中優子、星埜由尚、飯田泰之                                   | 伊能忠敬                           | |                      |
| 1月20日   | 1月27日   | 真相！本能寺の変 細川藤孝 戦国生き残り戦略                            | 桐野作人、橋本麻里、井上章一 （VTR内出演：細川護熙、稲葉継陽） | 細川藤孝                           | 細川藤孝は、本能寺の変の後、 「①（明智）光秀に加勢する」、 「②丹後を動かない（中立を保つ）」、 「③光秀を討つ」 のうち、②を選択。                                         |                      |
| (1月27日) | (2月3日)  | シリーズ感染症との闘い① 衛生国家への挑戦～3人の先覚者たち～           |                                                                |                                    | |                      |
| (2月3日)  | (2月10日) | シリーズ感染症との闘い② 100年前のパンデミック～“スペイン風邪”の教訓～ |                                                                |                                    | |                      |
| 2月10日   | 2月17日   | 真説!源平合戦 “悲劇のヒーロー”源義経の素顔                            | 呉座勇一、町田康、中野信子                                     | 源義経                             | 源義経は、一ノ谷の戦い後の平氏追討について、 ①「短期戦 屋島を攻める」、 ②「長期戦 京都に留まる」 のうち、①を選択。（屋島の戦い）                                         |                      |
| 2月17日   | 2月24日   | 小西行長 講和への模索～とめられなかった文禄・慶長の役～               | 島田久仁彦 、飯田泰之                                          | 小西行長                           | 小西行長は、明との講和交渉で、 ①「時間をかけて講和条件を詰める」、 ②「秀吉と明勅使との対面を優先する」 のうち、②を選択。                                                 |                      |
| (2月24日) | (3月3日)  | 渋沢栄一 知られざる顔～“論語と算盤（そろばん）”を読み解く             |                                                                |                                    | |                      |
| 3月3日    | 3月10日   | 心の壁を打ち破れ！上杉鷹山 財政再建への鍵                             | 小関悠一郎、萱野稔人、飯田泰之                                 | 上杉治憲                           | 上杉鷹山は、七家騒動に際し、 ①「重心たちの要求に従う」、 ②「重心たちを処分する」、 ③「訴えの真偽を確認して判断」 のうち、③を選択。                                       |                      |
| 3月10日   | 3月17日   | 烈公・徳川斉昭 幕末動乱への導火線                                     | 大石学、片山杜秀                                               | 徳川斉昭                           | 徳川斉昭は、水戸藩への勅諚を、 ①「諸藩に伝達する」、 ②「水戸藩（内）にとどめる」 のうち、②を選択。                                                                       |                      |
| (3月17日) | (3月24日) | 鬼か?仏か?その後の新選組・土方歳三～宇都宮城攻防戦の真実～            | 大石学、小谷賢                                                 | 土方歳三                           | |                      |
| (3月24日) | (3月31日) | 江戸を手に入れろ! 上野戦争 西郷どんの選択                             | 森まゆみ、小谷賢、江上剛                                       | 西郷隆盛                           | |                      |
| 3月31日   | 4月7日    | 山城スペシャル 徹底解析!戦国武将の知恵の結晶                          | 千田嘉博                                                       |                                    | |                      |

### 2021年度
| 本放送     | 再放送     | タイトル                                                                          | コメンテーター | 中心人物           | 選択の内容 | 備考                                                         |
| ---------- | ---------- | --------------------------------------------------------------------------------- | --- | ------------------ | --- | ------------------------------------------------------------ |
| 4月7日     | 4月14日    | 渋沢栄一 七転八倒の青春                                                           | 高橋源一郎、鹿島茂、中野信子                                                                                                  | 渋沢栄一           | 渋沢栄一は文久4年2月、 ①「志を貫き仕官を断る」、 ②「一橋家の家臣になる」 のうち、②を選択。                                                                                     |                                                              |
| (4月14日)  | (4月21日)  | 陰陽師・安倍晴明 平安京のヒーローはこうして誕生した                               | 夢枕獏、中野信子 | 安倍晴明           | |                                                              |
| 4月21日    | 4月28日    | “二心殿”と呼ばれた男～最後の将軍・徳川慶喜～                                      | 岩下哲典、林真理子、萱野稔人                                                                                                  | 徳川慶喜           | |                                                              |
| 4月28日    | 5月5日     | 天平パンデミック 聖武天皇と橘諸兄 復興への葛藤                                    | 馬場基、澤田瞳子、萱野稔人 | 聖武天皇、橘諸兄   | 橘諸兄は、「土地は国家のもの」という律令国家の根幹について、 ①「国家の原則は変えない」、 ②「国家の原則を変える」 のうち、②を選択。                                             |                                                              |
| (5月5日)   | (5月12日)  | 100年前の教育改革～大正新教育の挑戦と挫折～                                       | 山辺恵理子、小針誠、高橋源一郎                                                                                                |                    | |                                                              |
| 0月0日     | (5月8日)   | スペシャル 「ローマ帝国VS.驚異の砂漠都市 幻の王国のサバイバル戦略」               | |                    | | 13:30～15:00に放送。                                         |
| 5月12日    | 5月19日    | 昭和の選択 「立憲政治を守れ!犬養毅 “憲政の神様”の闘い」                           | 堀川惠子、小山俊樹、高橋源一郎                                                                                                | 犬養毅             | 犬養毅は、組閣にあたり、 「①（政友会による）単独内閣」か、 「②（民政党との）協力内閣」 かのうち、①を選択。                                                                     |                                                              |
| 5月19日    | 5月26日    | 武田信玄 幻の西上作戦～対信長最終決戦～                                           | 平山優、伊東潤、飯田泰之 | 武田信玄           | 武田信玄は、西上作戦の三方ヶ原の戦いにおいて、 「①徳川領にとどまり（浜松城の）家康を討つ」か、 「②西へ向かい信長を討つ」 かのうち、②を選択。                                   |                                                              |
| (5月26日)  | (6月2日)   | “明治”に挑んだ女性～“鹿鳴館の華”大山捨松の実像～                                  | 山本むつみ、高橋裕子、ヤマザキマリ                                                                                            | 大山捨松           | | 初回放送日は2020年11月26日。                                 |
| 6月2日     | 6月9日     | 闘う“復興請負人” 二宮金次郎                                                       | 藻谷浩介（地域エコノミスト）、山口真由（法律家）、高橋源一郎、大藤修（VTR中に出演）                                           | 二宮金次郎         | 二宮金次郎は、 「①幕臣になる」か、 「②地道な仕事を続ける」 かのうち、①を選択。（天保13年（1842年）、御普請役格に任じられた。）                                                 |                                                              |
| 6月9日     | 6月16日    | この世をばわが世とぞ...? ～藤原道長 平安最強の権力者の実像～                      | 倉本一宏、里中満智子、いとうせいこう（VTR内出演：古瀬奈津子、近衞忠大）                                                       | 藤原道長           | 藤原道長は、三条天皇に対し、 「①退位を迫る」、 「②静観する」 のうち、①を選択。                                                                                                 |                                                              |
| (6月16日)  | (6月23日)  | 謎の屏(びょう)風が語りだす ～復元推理 大坂冬の陣図屏風～                          | |                    | |                                                              |
| 6月23日    | 6月30日    | 徳川慶喜・パリ万博大作戦 ～600万ドルを確保せよ～                                  | 鹿島茂、木内昇、島田久仁彦（VTR出演：クリスチャン・ポラック、岩下哲典）                                                       | 徳川慶喜           | 徳川慶喜は、 「①蝦夷地の鉱山開発権を与える」、 「②蝦夷地の鉱山開発権を与えない」 のうち、①を選択。                                                                             |                                                              |
| (6月30日)  | (7月7日)   | 心の壁を打ち破れ! 上杉鷹山 財政再建への鍵                                         | |                    | |                                                              |
| 0月0日     | (7月3日)   | スペシャル 「プロが選ぶ“最強”の戦国武将」                                         | 小和田哲男、平山優、千田嘉博、飯田泰之、中野信子                                                                              |                    | | 21:00～23:00に放送。                                         |
| 7月7日     | 7月14日    | 日本を襲った“スーパー台風” ～今に活かす歴史の教訓～                               | 河田惠昭、饒村曜 |                    | シーボルト台風、室戸台風、伊勢湾台風と高潮について |                                                              |
| 0月0日     | (7月10日)  | “日出づる処の天子”の挑戦～聖徳太子の外交戦略～                                    | 吉村武彦、小島毅、萱野稔人 |                    | | 14:28～15:27に放送。 初回放送日は2019年11月6日。             |
| 7月14日    | 7月21日    | 戦国最大の山岳戦・三増峠の戦い～北条氏康VS.武田信玄～                             | 千田嘉博、平山優 | 北条氏康           | 北条氏康は、小田原から撤兵する武田軍に対し、 「①武田軍を即時追撃する」、 「②武田軍の状況を見極める」 のうち、①を選択。                                                         |                                                              |
| 0月0日     | (7月18日)  | スペシャル 「古代人のこころを発掘せよ!!」                                         | |                    | | 11:58～13:57に放送。                                         |
| (7月21日)  | (7月28日)  | 烈公・徳川斉昭 幕末動乱への導火線                                                 | |                    | |                                                              |
| 0月0日     | (7月25日)  | 渋沢栄一 七転八倒の青春                                                           | |                    | | 18:00～18:45に放送。                                         |
| (7月28日)  | (8月4日)   | “二心殿”と呼ばれた男 ～最後の将軍・徳川慶喜～                                     | |                    | |                                                              |
| (8月4日)   | (8月11日)  | 渋沢栄一 七転八倒の青春                                                           | |                    | |                                                              |
| 0月0日     | (8月9日)   | 昭和の選択「山本五十六 開戦への葛藤“避戦派”提督はなぜ真珠湾を攻撃したのか」       | |                    | | 10:29～11:30に放送。                                         |
| 0月0日     | (8月10日)  | 昭和の選択「太平洋戦争 東條英機 開戦への煩悶（はんもん）」                        | |                    | | 10:29～11:30に放送。                                         |
| 0月0日     | (8月11日)  | 昭和の選択 「立憲政治を守れ!犬養毅 “憲政の神様”の闘い」                           | |                    | | 10:29～11:30に放送。                                         |
| 8月11日    | 8月17日    | 伊藤vs.大隈 “日本”を決めた政変の真相                                              | 久保田哲、真山仁、中野信子 | 伊藤博文、大隈重信 | 伊藤博文は、明治十四年の政変に際して、 「①大隈を支持する」、 「②藩閥に与する」 のうち、②を選択。                                                                               |                                                              |
| 0月0日     | (8月12日)  | 昭和の選択「開戦を回避せよ！～近衛文麿・日米交渉の挫折～」                        | |                    | | 10:29～11:30に放送。                                         |
| 0月0日     | (8月13日)  | 昭和の選択「天気予報は誰のものか？日本気象学の父・岡田武松の葛藤」                | |                    | | 10:29～11:30に放送。                                         |
| (8月18日)  | (8月25日)  | 九州 もうひとつの関ヶ原 ～軍師・官兵衛 知られざる野望～                           | |                    | |                                                              |
| 8月25日    | 9月1日     | “若君”北条時行の終わりなき戦い                                                    | 関幸彦、小林恭二、萱野稔人（VTR内出演：松井優征、鈴木由美、谷口雄太）                                                         | 北条時行           | 北条時行は、 「①北条氏を糾合する」、 ②「後醍醐天皇と手を結ぶ」 のうち、②を選択。                                                                                               |                                                              |
| (9月1日)   | (9月8日)   | 天平パンデミック 聖武天皇と橘諸兄 復興への葛藤                                    | |                    | |                                                              |
| 9月8日     | 9月15日    | 先見の明か 山師か 田沼意次の真実                                                  | 高木久史（経済史）、山口真由、萱野稔人                                                                                        | 田沼意次           | 田沼意次は、 「①将来のため蝦夷地を開拓する」、 「②蝦夷地より飢饉対策に注力」 のうち、①を選択。                                                                                 |                                                              |
| 0月0日     | (9月11日)  | 陰陽師・安倍晴明 平安京のヒーローはこうして誕生した                               | |                    | | 11:00～12:00に放送。                                         |
| 9月15日    | 9月22日    | 秀吉の“終活” ～発見!幻の京都新城～                                                | 千田嘉博、小和田哲男、伊東潤（VTR内出演：堀新、矢部健太郎）                                                                   | 豊臣秀吉           | |                                                              |
| (9月22日)  | (9月29日)  | 昭和の選択 「立憲政治を守れ!犬養毅 “憲政の神様”の闘い」                           | |                    | |                                                              |
| 9月29日    | 10月6日    | 森羅万象に挑んだ絵師 画狂・葛飾北斎                                               | 浅野秀剛、ヤマザキマリ、中野信子（VTR内出演：内藤正人）                                                                       | 葛飾北斎           | 葛飾北斎は、ベロ藍を用いるかに際し、 「①新作版画で大衆の心をつかむ」、 ②「肉筆画で究極の一枚に挑む」 のうち、①を選択。（『富嶽三十六景』）                                     |                                                              |
| (10月6日)  | (10月13日) | 武田信玄 幻の西上作戦 ～対信長最終決戦～                                          | |                    | |                                                              |
| 0月0日     | (10月11日) | 真相!本能寺の変 細川藤孝 戦国生き残り戦略                                         | |                    | | 16:08～17:07に放送。                                         |
| 10月13日   | 10月20日   | 家康が夢見た“開国”                                                                | フレデリック・クレインス、真山仁、飯田泰之（VTR内出演：平川新）                                                               | 徳川家康           | 徳川家康は、 「①キリスト教を黙認する」、 「②キリスト教を排除する」 のうち、②を選択。（キシリタン禁教令）                                                                       |                                                              |
| 0月0日     | (10月17日) | スペシャル「決戦！西南戦争 ラストサムライ 西郷隆盛の真実」                        | |                    | | 13:30～15:30                                                 |
| 10月20日   | 10月27日   | 追跡!古代ミステリー “顔”に隠された古代人のこころ                                  | 設楽博己、松木武彦、いとうせいこう                                                                                            |                    | |                                                              |
| (10月27日) | (11月3日)  | 闘う“復興請負人” 二宮金次郎                                                       | |                    | |                                                              |
| 0月0日     | (11月1日)  | スペシャル 「ニッポンを斬る!歴史を創った名刀たち」                                | |                    | | 14:12～16:12に放送。                                         |
| 11月3日    | 11月10日   | “悲劇”の会津藩主・松平容保～公武合体に賭けた夢～                                  | 家近良樹、高橋源一郎（VTR内出演：久住真也）                                                                                   | 松平容保           | 松平容保は、長州への処分に対して、 「①寛大な処分」、 「②徹底的に追及」 のうち、①を選択。                                                                                       |                                                              |
| (11月10日) | (11月17日) | この世をばわが世とぞ...? ～藤原道長 平安最強の権力者の実像～                      | |                    | |                                                              |
| 11月17日   | 11月24日   | 野望!伊達稙宗の巨大山城 ～信長を30年先取りした男～                                | 千田嘉博、小和田哲男、中野信子（VTR内出演：遠藤ゆり子）                                                                       | 伊達稙宗           | タイトルの「巨大山城」とは、桑折西山城のこと。 伊達稙宗は、天文の乱において、 「①（伊達晴宗らと）戦ってでも当主の座を守る」、 「②当主の座を譲って隠居」 のうち、①を選択。      |                                                              |
| (11月24日) | (12月1日)  | 渋沢栄一 知られざる顔 ～“論語と算盤(そろばん)”を読み解く                          | |                    | | 初回放送日は2019年9月4日。                                   |
| (12月1日)  | (12月8日)  | 日本のかたちを決めた女帝 持統天皇の真実                                           | |                    | | 初回放送日は2020年9月23日。                                  |
| 0月0日     | (12月7日)  | 昭和の選択「山本五十六 開戦への葛藤 ～“避戦派”提督は なぜ真珠湾を攻撃したのか～」 | |                    | | 総合テレビにて1:34～2:34に放送。 初回放送日は2020年8月12日。 |
| 12月8日    | 0月0日     | 昭和の選択スペシャル「1941 日本はなぜ開戦したのか」                               | 一ノ瀬俊也（近代史）、藪中三十二（外交）、真山仁（文学）、小谷賢（戦史）、中野信子（脳科学）（VTR内出演：井上寿一、牧野邦昭） |                    | | 19:30～21:30に放送。                                         |
| 0月0日     | (12月15日) | 家康の終活～徳川の天下を決めた最後の決断～                                        | |                    | | 初回放送日は2020年7月15日。                                  |
| (12月15日) | (12月22日) | 悲運の天才・菅原道真～なぜ怨霊は神となったのか～                                  | |                    | | 初回放送日は2019年10月2日。                                  |
| 0月0日     | (12月18日) | スペシャル「大奥贈答品日記」                                                      | |                    | | 13:30～15:30に放送。 初回放送日は2019年6月15日。             |
| 12月22日   | 1月5日     | 明治日本を襲った試練 ～伊藤博文とロシア皇太子襲撃事件～                           | 伊藤之雄、真山仁、山口真由 | 伊藤博文           | 伊藤博文は、大津事件の犯人の処罰について、 「①（法律の解釈を曲げて）大逆罪を適用する」、 「②大逆罪を適用しない」 のうち、①を選択したが、結局大審院児島惟謙は無期徒刑に処した。 |                                                              |
| 1月5日     | 1月12日    | 北条義時・チーム鎌倉の逆襲                                                        | 坂井孝一、井上章一、中野信子（VTR内出演：細川重男、長村祥知 ）                                                                | 北条義時           | 北条義時は、承久の乱において、 「①朝廷軍を迎え撃つ」、 「②京に攻めのぼり朝廷を討つ」 のうち、②を選択。                                                                         |                                                              |
| (1月12日)  | (1月19日)  | 平清盛のマネー革命～銭の力で新時代をひらけ!～                                     | |                    | | 初回放送日は2020年7月29日。                                  |
| 1月19日    | 1月26日    | 私には見えている! 福澤諭吉 日本近代化の夢                                         | 都倉武之、真山仁、ヤマザキマリ（VTR内出演：小川原正道）                                                                       | 福澤諭吉           | 福沢諭吉は、明治15年に 「①政治家に転身」 「②在野の言論人」 のうち、②を選択。                                                                                                   |                                                              |
| 1月26日    | 2月2日     | 信長最大の敵・大坂本願寺 ～歴史を変えた11年戦争～                                 | 千田嘉博、堀新、萱野稔人（VTR内出演：大澤研一）                                                                               | 織田信長           | 織田信長は、 「①本願寺と和議を結ぶ」 「②本願寺との戦いを継続する」 のうち、①を選択。だが、第二次木津川口の戦いが起きた。                                                       |                                                              |
| 0月0日     | (1月30日)  | スペシャル「古代人のこころを発掘せよ!!」                                          | |                    | | 12:00～14:00に放送。 初回放送日は2021年1月3日。              |
| 2月2日     | 2月9日     | スカウトされた大王～地方出身!継体天皇の実像～                                     | |                    | | 初回放送日は2020年4月22日。                                  |
| 0月0日     | (2月3日)   | ローマ帝国VS.驚異の砂漠都市 幻の王国のサバイバル戦略                              | |                    | | 15:44～17:14に放送。 初回放送日は2019年5月29日               |
| 2月9日     | 2月16日    | 足利義満 人生最大の危機 ～発覚!大謀反計画～                                       | 桃崎有一郎、里中満智子、小谷賢（VTR内出演：花田卓司、平瀬直樹）                                                               | 足利義満           | 足利義満は、応永の乱において、大内義弘に対し、 「①和睦の道を探る」、 「②討伐する」 のうち、②を選択。                                                                           |                                                              |
| 2月16日    | 2月23日    | 戦国ミステリー 千利休はなぜ死んだ? ～天下人秀吉との攻防～                         | 小和田哲男、千宗屋、橋本麻里                                                                                                  | 千利休             | 利休切腹事件に関し、豊臣秀吉が千利休に蟄居を命じたのは、 「①政治体制刷新説」 「②大陸侵攻表明説」                                                                               |                                                              |
| (2月23日)  | (3月2日)   | 源頼朝 武家の都“鎌倉”をひらく                                                     | |                    | | 初回放送日は2020年8月5日。                                   |
| 3月2日     | 3月9日     | 戦国最弱?それとも最強?小田氏治の乱世サバイバル人生                                | 平山優、中野信子、飯田泰之 | 小田氏治           | 小田氏治は、 「①小田城の奪還に向かう」 「②秀吉の北条攻めに従う」 のうち、①を選択。                                                                                             |                                                              |
| (3月9日)   | (3月16日)  | 鑑真来日 秘められた真相                                                           | |                    | | 初回放送日は2020年10月21日。                                 |
| 0月0日     | (3月12日)  | スペシャル 「プロが選ぶ“最強”の戦国武将」                                         | |                    | | 13:30～15:30に放送。 初回放送日は2020年10月31日。            |
| 3月16日    | 3月23日    | 千年のまなざしで中国をみよ 内藤湖南が描いた日本と中国                             | 岡本隆司、安田峰俊、高橋源一郎（VTR内出演：陶徳民）                                                                           | 内藤湖南           | |                                                              |
| (3月23日)  | (3月30日)  | 真相!本能寺の変 細川藤孝 戦国生き残り戦略                                         | |                    | | 初回放送日は2021年1月20日。                                  |
| 3月30日    | 4月6日     | 山内容堂・大政奉還への道～酔いどれ藩主奮闘記～                                    | 家近良樹、高橋源一郎、中野信子（VTR内出演：桐野作人）                                                                         | 山内容堂           | 山内容堂は、 「①大政奉還」か、 「②武力倒幕」 のうち、①を選択し、将軍徳川慶喜に建白。                                                                                           |                                                              |

### 2022年度
| 本放送     | 再放送     | タイトル                                                                        | コメンテーター | 中心人物                                    | 選択の内容 | 備考                                              |
| ---------- | ---------- | ------------------------------------------------------------------------------- | --- | ------------------------------------------- | --- | ------------------------------------------------- |
| 4月6日     | 4月13日    | 将軍か 執権か 鎌倉幕府・北条氏の戦略                                            | 細川重男、山口真由、真山仁 （VTR内出演：高橋慎一朗、大澤泉(鎌倉歴史文化交流館学芸員)）                                      | 北条時頼                                    | 北条時頼は、 「①自らが将軍になる」、 「②親王を将軍に迎える」 のうち、②を選択。                                                                                              |                                                   |
| (4月13日)  | (4月20日)  | 家康が夢見た“開国”                                                              | |                                             | | 初回放送日は、2021年10月13日。                    |
| 4月20日    | 4月27日    | 古代日本のプランナー・藤原不比等                                                | 馬場基、里中満智子 （VTR内出演：寺崎保広、森博達）                                                                          | 藤原不比等                                  | 藤原不比等は、文武天皇の崩御後の次帝に、 「①長屋王の即位を推す」 「②“中継ぎ”の女帝（阿閇皇女（元明天皇））を推す」 のうち、②を選択。                                        |                                                   |
| 4月27日    | 5月4日     | “円”はこうして生まれた! 大隈重信 通貨改革の七転八倒                             | 飯田泰之、江上剛、山口真由                                                                                                  | 大隈重信                                    | 大隈重信は、 「①今の貿易の現実にあう銀本位制」 「②将来の世界経済を見越した金本位制」 のうち、②を選択したが、金銀複本位制となった。                                          |                                                   |
| 0月0日     | (4月30日)  | 北条義時・チーム鎌倉の逆襲                                                      | |                                             | | 14:30～15:30に放送。 初回放送日は2022年1月5日。   |
| 5月4日     | 0月0日     | スペシャル「ツタンカーメン 秘宝に隠された真実」                                 | 河合望、荒俣宏、ヤマザキマリ、酒井美紀                                                                                      | ツタンカーメン                              | ツタンカーメンは、 「①一神教を推し進める」 「②多神教へ戻す」 という選択から、 「③アメン神 ホルアクティ神 プタハ神の3神を国家神として崇拝」 を決めた。                       | 20:00～21:30に放送。                              |
| 0月0日     | (5月11日)  | 徳川慶喜・パリ万博大作戦 ～600万ドルを確保せよ～                                | |                                             | | 8:00～9:00に放送。 初回放送日は2021年6月23日。    |
| (5月11日)  | (5月18日)  | 森羅万象に挑んだ絵師 画狂・葛飾北斎                                             | |                                             | | 初回放送日は2021年9月29日。                       |
| 0月0日     | (5月14日） | 琉球スペシャル 第1弾「独立を守れ！島津侵攻 尚寧王の決断」                       | |                                             | | 13:29～14:28に放送。 初回放送日は2018年7月19日。  |
| 5月18日    | 5月25日    | 激突!秀吉vs.島津兄弟 ～九州平定・白熱の攻防戦～                                 | 小和田哲男、千田嘉博、安部龍太郎 （VTR内出演：原口泉）                                                                      | 豊臣秀吉                                    | 豊臣秀吉は、 「①島津を「滅亡」させる」 「②「薩摩一国」を安堵する」 のうち、②を選択。                                                                                        |                                                   |
| 5月25日    | 6月1日     | 不平等条約を改正せよ! 陸奥宗光の外交戦略                                        | 佐々木雄一、薮中三十二、真山仁                                                                                              | 陸奥宗光                                    | 陸奥宗光は、イギリスとの条約改正交渉において、 「①段階的改正」 「②対等条約」 のうち、②を選択。 その後、対等にはならなかったものの、日英通商航海条約を締結。                 |                                                   |
| 0月0日     | (5月28日)  | スペシャル 「決戦!西南戦争 ラストサムライ 西郷隆盛の真実」                      | |                                             | | 13:29～15:30に放送。 初回放送日は2018年11月29日。 |
| (6月1日)   | (6月8日)   | 追跡!古代ミステリー “顔”に隠された古代人のこころ                                | |                                             | | 初回放送日は2021年10月20日。                      |
| 0月0日     | (6月5日)   | 日本を襲った“スーパー台風” ～今に活かす歴史の教訓～                             | |                                             | | 12:00～13:00に放送。 初回放送日は2021年7月7日。   |
| 6月8日     | 6月15日    | 頼朝暗殺未遂!? 曽我兄弟敵討ち事件の深層                                         | 坂井孝一、真山仁 （VTR内出演：二本松康宏、小井土守敏）                                                                      | 源頼朝                                      | 源頼朝は、曽我事件後の北条時政への疑念とその扱いについて、 「①北条時政を排除する」 「②北条時政を取り立てる」 のうち、②を選択。                                              |                                                   |
| (6月15日)  | (6月22日)  | 先見の明か 山師か 田沼意次の真実                                                | |                                             | | 初回放送日は2021年9月8日。                        |
| 6月22日    | 6月29日    | 激突!三好長慶vs.足利将軍 ～室町幕府“終わりの始まり”～                           | 桃崎有一郎（中世史）、天野忠幸（戦国史）、中野信子 （VTR内出演：木下昌規、中井均）                                          | 三好長慶、足利義輝                          | 三好長慶は、 「①（足利義輝に代わる）新たな将軍を擁立する（その候補として足利義維）」 「②自ら政権を握る」 のうち、②を選択。（三好政権）                                      |                                                   |
| 0月0日     | (6月26日)  | “奥の細道”への道～松尾芭蕉 五・七・五の革命～                                   | |                                             | | 14:25～15:15に放送。 初回放送日は2020年2月12日。  |
| 6月29日    | 7月6日     | “日本第一の大天狗(てんぐ)”後白河法皇                                            | 本郷和人、中野信子 （VTR内出演：菅野扶美、元木泰雄）                                                                        | 後白河法皇                                  | 後白河院は、 「①平家とともに西国へ移る」 「②平家を見捨てて京にとどまる」 のうち、②を選択。                                                                                  |                                                   |
| 0月0日     | (7月3日)   | 源頼朝 武家の都“鎌倉”をひらく                                                   | |                                             | | 13:30～14:30に放送。 初回放送日は2020年8月5日。   |
| (7月6日)   | (7月13日)  | “悲劇”の会津藩主・松平容保～公武合体に賭けた夢～                                | |                                             | | 初回放送日は2021年11月3日。                       |
| 0月0日     | (7月10日)  | スペシャル 「ツタンカーメン 秘宝に隠された真実」                                | |                                             | | 12:00～13:30に放送。 初回放送日は2022年5月4日。   |
| 0月0日     | (7月10日)  | 北条義時・チーム鎌倉の逆襲                                                      | |                                             | | 18:00～18:45に放送。 初回放送日は2022年1月5日。   |
| 7月13日    | 7月20日    | 家臣団分裂!若き家康・最大の試練 ～三河一向一揆の衝撃～                          | 平山優、千田嘉博、中野信子 （VTR内出演：柴裕之）                                                                            | 徳川家康                                    | 松平家康は、三河一向一揆の後、 「①一揆勢を許す」 「②一揆勢を許さない」 のうち、①を選択。                                                                                    |                                                   |
| (7月20日)  | (7月27日)  | “若君”北条時行の終わりなき戦い                                                  | |                                             | | 初回放送日は2021年8月25日。                       |
| 7月27日    | 8月3日     | 女子教育のその先へ ～津田梅子・科学への夢と葛藤～                               | 古川安（科学史家）、山本むつみ（脚本家）、中野信子 （VTR内出演：髙橋裕子）                                                  | 津田梅子                                    | 津田梅子は、2度目の留学の留学期限が迫った際に、 「①アメリカで科学者になる」 「②日本で教育者として生きる」 のうち、②を選択。                                                 |                                                   |
| 8月3日     | 8月10日    | “犬公方”の孤独 徳川綱吉と生類あわれみの令                                       | 福田千鶴、小島毅、高橋源一郎 （VTR内出演：小川和也、根崎光男）                                                              | 徳川綱吉                                    | 徳川綱吉は、 「①生類憐みの令の緩和」 「②生類憐みの令を継続」 のうち、②を選択。                                                                                              |                                                   |
| (8月10日)  | (8月17日)  | 昭和の選択「立憲政治を守れ!犬養毅 “憲政の神様”の闘い」                          | |                                             | | 初回放送日は2021年5月12日。                       |
| 8月17日    | 8月24日    | 流転!足利義満が愛した秘宝                                                       | 島尾新（美術史家）、千宗屋（茶人）、小島毅（思想史研究家）                                                                  |                                             | 『瀟湘八景図』 |                                                   |
| (8月24日)  | (8月31日)  | シリーズ幕末の先覚者(1) 選「不可能への挑戦～河井継之助の北越戦争～」            | |                                             | | 初回放送日は2019年9月18日。                       |
| 0月0日     | (8月25日)  | 北条義時・チーム鎌倉の逆襲                                                      | |                                             | | 1:30～2:16に放送。 初回放送日は2022年1月5日。     |
| 8月31日    | 9月7日     | 検証!200年前のロシア危機～露寇事件 松平定信3つの意見書                          | 岩﨑奈緒子（近世史）、大島幹雄、萱野稔之 （VTR内出演：谷本晃久）                                                            | 松平定信                                    | 松平定信は、 「①武威を示して通商を認める」 「②通商不可 外国徹底排除」 のうち、②を選択。                                                                                     |                                                   |
| (9月7日)   | (9月14日)  | 悲劇の山城スペシャル(1) 「難攻不落!月山富田城～尼子vs.毛利 史上最大の籠城戦～」 | |                                             | | 初回放送日は2019年10月16日。                      |
| 9月14日    | 9月21日    | 月影の男 ～天下人の弟 豊臣秀長～                                                | 小和田哲男、伊東潤、飯田泰之 （VTR内出演：千田嘉博）                                                                        | 豊臣秀長                                    | 豊臣秀長は、四国攻めにおいて、 「①秀吉の出陣を待つ」 「②秀吉の出陣を断る」 のうち、②を選択。                                                                                |                                                   |
| 9月21日    | 9月28日    | 昭和の選択 「破局への条約 三国同盟 ～松岡外相と影のキーマン大島浩～」           | 一ノ瀬俊也、田野大輔、真山仁 （VTR内出演：田嶋信雄、三宅正樹、渡辺延志）                                                    | 大島浩 松岡洋右                             | 松岡洋右は、三国同盟条約を 「①締結する」 「②締結せずに事態を静観する」 のうち、①を選択。                                                                                    |                                                   |
| 0月0日     | （9月24日) | スペシャル 「決戦!西南戦争 ラストサムライ 西郷隆盛の真実」                      | |                                             | | 13:30～15:29に放送。 初回放送日は2018年11月29日。 |
| (9月28日)  | (10月5日)  | 明治日本を襲った試練 ～伊藤博文とロシア皇太子襲撃事件～                         | |                                             | | 初回放送日は2021年12月22日。                      |
| 10月5日    | 10月12日   | 鎌倉殿暗殺!源実朝 禁断の政治構想                                                | 坂井孝一、中野信子 （VTR内出演：山本みなみ）                                                                                | 源実朝                                      | 源実朝は、後継者として 「①頼家の子 公暁」 「②後鳥羽上皇の皇子」 のうち、②を選択。                                                                                           |                                                   |
| 0月0日     | (10月6日)  | スペシャル 「ローマ帝国VS.驚異の砂漠都市 幻の王国のサバイバル戦略」             | |                                             | | 15:06～16:36に放送。 初回放送日は2019年5月29日。  |
| 0月0日     | (10月8日)  | 汽笛一声!文明開化を決めた資金調達〜若き大隈・伊藤の挑戦〜                       | |                                             | | 15:16～16:15に放送。 初回放送日は2018年4月12日。  |
| (10月12日) | (10月19日) | 将軍か 執権か 鎌倉幕府・北条氏の戦略                                            | |                                             | | 初回放送日は2022年4月6日。                        |
| 10月19日   | 10月26日   | 日本の宝を守れ!町田久成・博物館創設への挑戦                                     | 岩下哲典、鹿島茂、中野信子 （VTR内出演：佐藤道信）                                                                          | 町田久成                                    | 町田久成は、博物館創設計画を 「①計画を縮小し博物館を早期開設」 「②理想の大博物館創設をめざす」 のうち、②を選択。                                                            |                                                   |
| (10月26日) | (11月2日)  | シリーズ幕末の先覚者(2)「めざせ!徳川近代国家 小栗上野介の夢と挫折」             | |                                             | | 初回放送日は2019年9月25日。                       |
| 0月0日     | (10月29日) | スペシャル 「ツタンカーメン 秘宝に隠された真実」                                | |                                             | | 13:30～15:00に放送。 初回放送日は2022年5月4日。   |
| 11月2日    | 11月9日    | 幻の一大決戦!秀吉vs.毛利 ～真説「鳥取城の戦い」～                               | 千田嘉博、伊東潤、飯田泰之 （VTR内出演：岡村吉彦）                                                                          | 豊臣秀吉                                    | 豊臣秀吉は、第二次鳥取城の戦いにおいて、 「①一大決戦の計画を進める」 「②計画を諦め城攻めに専念する」 のうち、②を選択。                                                      |                                                   |
| (11月9日)  | (11月16日) | “日本第一の大天狗(てんぐ)”後白河法皇                                            | |                                             | | 初回放送日は2022年6月29日。                       |
| 0月0日     | (11月13日) | スペシャル 「プロが選ぶ“最強”の戦国武将」                                       | |                                             | | 15:30～17:30に放送。 初回放送日は2020年10月31日。 |
| 11月16日   | 11月23日   | ドキュメント明暦の大火 幕府を変えた江戸の危機                                   | 若尾政希（近世史）、小沢詠美子（近世都市史）、萱野稔人（政治哲学） （VTR内出演:中村彰彦(歴史小説家)、加藤理文(城郭研究家)） | 保科正之                                    | 保科正之は、明暦の大火によって焼失した江戸城天守の再建について、 「①天守再建を停止する」 「②天守再建を続行する」 のうち、①を選択。                                          |                                                   |
| 0月0日     | (11月20日) | “円”はこうして生まれた! 大隈重信 通貨改革の七転八倒                             | |                                             | | 15:00～16:00に放送。 初回放送日は2022年4月27日。  |
| (11月23日) | (11月30日) | 私には見えている! 福澤諭吉 日本近代化の夢                                       | |                                             | | 初回放送日は2022年1月19日。                       |
| 11月30日   | 12月7日    | 宿命とともに生きて ～光明皇后 苦悩の素顔～                                      | 馬場基、里中満智子、澤田瞳子 （VTR内出演:瀧浪貞子）                                                                         | 光明皇后                                    | 光明皇后（光明皇太后）は、孝謙天皇の皇太子として、 「①（聖武太上天皇の遺詔の通り）道祖王を支持する」 「②（孝謙天皇の意向である）大炊王を支持する」 のうち、②を選択。        |                                                   |
| 0月0日     | (12月3日)  | 世界へ目を開け！～キリシタン大名・大友宗麟の挑戦                                | |                                             | | 13:30～14:29に放送。 初回放送日は2019年11月27日。 |
| (12月7日)  | (12月14日) | 鎌倉殿暗殺!源実朝 禁断の政治構想                                                | |                                             | | 初回放送日は2022年10月5日。                       |
| 12月14日   | 12月21日   | 踊って踊って大ブーム 一遍上人「鎌倉武士」を捨てた男                             | 細川重男（中世史）、栗原康（政治学）、松岡心平（芸能史） （VTR内出演:樋口州男）                                             | 一遍                                        | 一遍は、 「①あくまで鎌倉で踊り念仏」 「②鎌倉以外で踊り念仏」 のうち、②を選択。                                                                                              |                                                   |
| 0月0日     | (12月18日) | 北条義時・チーム鎌倉の逆襲                                                      | |                                             | | 12:00～12:45に放送。 初回放送日は2022年1月5日。   |
| (12月21日) | (12月28日) | 北条義時・チーム鎌倉の逆襲                                                      | |                                             | | 初回放送日は2022年1月5日。                        |
| 0月0日     | (1月1日)   | 家臣団分裂!若き家康・最大の試練 ～三河一向一揆の衝撃～                          | |                                             | | 15:21～16:22に放送。 初回放送日は2022年1月5日。   |
| 0月0日     | (1月4日)   | 日本の宝を守れ!町田久成・博物館創設への挑戦                                     | |                                             | | 8:00～9:00に放送。 初回放送日は2022年10月19日。   |
| (1月4日)   | (1月11日)  | 家臣団分裂!若き家康・最大の試練 ～三河一向一揆の衝撃～                          | |                                             | | 初回放送日は2022年1月5日。                        |
| 1月7日     | 0月0日     | スペシャル 戦国のプロが選ぶ 徳川家康・平和への選択                              | 小和田哲男、平山優、萱野稔人、中野信子                                                                                      |                                             | | 21:00～23:00に放送。                              |
| 1月11日    | 1月18日    | 森鷗外・37歳の転機 ～小倉“左遷”の真相～                                         | ロバート・キャンベル、平野啓一郎 （VTR内出演：山崎一穎、村田喜代子）                                                        | 森鴎外                                      | 森林太郎（森鴎外）は、小倉異動を受け入れるか否かについて、 「①辞令を拒否する」 「②事例を受け入れ小倉へ」 のうち、②を選択。                                                  |                                                   |
| (1月18日)  | (1月25日)  | 明暦の大火 幕府を変えた江戸の危機                                               | |                                             | | 初回放送日は2022年11月16日。                      |
| 0月0日     | (1月22日)  | スペシャル 戦国のプロが選ぶ 徳川家康・平和への選択                              | |                                             | | 13:00～15:00に放送。 初回放送日は2023年1月7日。   |
| 1月25日    | 2月1日     | ゼロから世界一へ 「生糸」を巨大産業にした人々                                   | 米倉誠一郎（経営史家、イノベーション）、鈴木淳（歴史家、技術史）、大森美香（脚本家）                                        | 新井白石、 上垣守国、 中村善右衛門、 横田英 | |                                                   |
| 2月1日     | 2月8日     | 天明の打ちこわし 怒りの抗議が世を変えた!                                        | 今村翔吾（作家）、富永京子（社会学）、飯田泰之（経済学）                                                                    |                                             | 町名主は、 「①「お救い米」（の支給）を願い出る」 「②町の者たちをなだめて騒ぎを防ぐ」 のうち、①を選択。                                                                      |                                                   |
| 2月8日     | 2月15日    | 追跡!古代ミステリー 海の縄文人                                                  | 寺前直人、忍澤成視、中野信子 （VTR内出演：山田昌久、高橋健、設楽博己）                                                      |                                             | |                                                   |
| 0月0日     | (2月12日)  | スペシャル 戦国のプロが選ぶ 徳川家康・平和への選択                              | |                                             | | 1:05～3:05に放送。 初回放送日は2023年1月7日。     |
| 2月15日    | 2月22日    | 家康 絶体絶命! 「金ヶ崎の退き口」の真実                                         | 外岡慎一郎、多田容子（作家・兵法家）、飯田泰之 （VTR内出演：太田浩司）                                                      | 徳川家康                                    | 徳川家康は、金ヶ崎の戦いにおいて、 「①国吉城に急ぐ」 「②（木下藤吉郎軍勢を）救援に行く」 のうち、②を選択。                                                                  |                                                   |
| (2月22日)  | (3月1日)   | 検証!200年前のロシア危機～露寇事件 松平定信3つの意見書                          | |                                             | | 初回放送日は2022年8月31日。                       |
| 0月0日     | (2月26日)  | 家臣団分裂!若き家康・最大の試練 ～三河一向一揆の衝撃～                          | |                                             | | 15:30～16:30に放送。 初回放送日は2022年7月13日。  |
| 3月1日     | 3月8日     | “好奇心将軍”徳川吉宗が挑んだ日本再生                                            | 大石学（歴史学）、藻谷浩介（経済学）、荒俣宏（博物学） （VTR内出演：岩下哲典、南雲清二）                                    | 徳川吉宗                                    | 徳川吉宗は、 「①朝鮮人参の栽培を全国に広める」 「②朝鮮人参の栽培は幕府独占にする」 のうち、①を選択。                                                                        |                                                   |
| 3月8日     | 3月15日    | 幻の地震予知 ～大森房吉と関東大震災～                                           | 上山明博（ノンフィクション作家）、鷺谷威（地震学者）、関谷直也（社会学者、防災研究者）                                      | 大森房吉                                    | 大森房吉は、関東大震災の予知について、 「①地震予知として国民に伝える」 「②地震予知として国民に伝えない」 のうち、②を選択。 （その後、1923年9月1日に関東大震災が起こった。） |                                                   |
| 3月15日    | 3月22日    | 和歌と刀 細川幽斎・乱世を生き抜く                                               | 真山仁、島田久仁彦（国際交渉人）、水原紫苑（歌人） （VTR内出演：稲葉継陽、小高道子）                                        | 細川幽斎                                    | 細川幽斎は、田辺城の戦いにおいて、 「①籠城 抗戦」 「②開城 降伏」 のうち、①を選択。                                                                                          |                                                   |
| 3月22日    | 3月29日    | 南北朝最強! 新時代の設計者 高師直                                               | 谷口雄太（歴史学者）、安田登（能楽師）、中野信子 （VTR内出演：生駒孝臣、亀田俊和）                                          | 高師直                                      | 高師直は、 「①（京都を脱出した）直義の捕縛に全力」 「②予定通り 直冬を討伐」 のうち、②を選択。                                                                               |                                                   |
| (3月29日)  | (4月5日)   | 武田信玄 幻の西上作戦 ～対信長最終決戦～                                        | |                                             | | 初回放送日は2021年5月19日。                       |

### 2023年度
| 本放送     | 再放送     | タイトル                                                         | コメンテーター | 中心人物                    | 選択の内容 | 備考                                                                           |
| ---------- | ---------- | ---------------------------------------------------------------- | --- | --------------------------- | --- | ------------------------------------------------------------------------------ |
| 0月0日     | (4月2日)   | 森羅万象に挑んだ絵師 画狂・葛飾北斎                              | |                             | | 13:00～14:00に放送。 初回放送日は2021年9月29日。                               |
| 4月5日     | 4月12日    | 奔走!家康の最も忙しい年～運命の元亀元年～                        | 平山優、安部龍太郎、飯田泰之 （VTR内出演：柴裕之、沖田浩司） | 徳川家康                    | 徳川家康は、将軍からの出陣要請に対し、 「①援軍要請に応じない」 「②要請に応じて参陣する」 のうち、②を選択。（元亀元年10月2日に出兵）                               |                                                                                |
| 0月0日     | (4月8日)   | スペシャル 「プロが選ぶ“最強”の戦国武将」                        | |                             | | 13:00～15:00に放送。 初回放送日は2020年10月31日。                              |
| (4月12日)  | (4月19日)  | 天明の打ちこわし 怒りの抗議が世を変えた!                         | |                             | | 初回放送日は2023年2月1日。                                                     |
| 4月19日    | 4月26日    | ようこそ黒船 ～阿部正弘とマシュー・ペリー～                      | 後藤敦史（歴史家）、薮中三十二、大森美香 （VTR内出演：西川武臣） | 阿部正弘、 マシュー・ペリー | 老中首座・阿部正弘は、 「①独断で国書を受け取る」 「②国書を受け取らない」 のうち、①を選択。                                                                        |                                                                                |
| (5月3日)   | (5月10日)  | 家康 絶体絶命! 「金ヶ崎の退き口」の真実                          | |                             | | 初回放送日は2023年2月15日。                                                    |
| 5月10日    | 5月17日    | 夢の植物図鑑 牧野富太郎～苦難突破のオタク魂～                    | 田中純子（練馬区立牧野記念庭園 学芸員、自然科学史）、荒俣宏（作家・博物学者）、中野信子 （VTR内出演：村上哲明（東京都立大学 牧野標本館 教授）、村上有美（高知県立牧野植物園 牧野文庫 司書）、牧野一浡（牧野富太郎の曾孫、牧野記念庭園 学芸員）） | 牧野富太郎                  | 牧野富太郎は、巨額の借金をどうするのかについて、 「①標本を海外に売り借金を解消」 「②借金を公表し救済者を募る」 のうち、②を選択。                                  |                                                                                |
| 5月24日    | 5月31日    | 平安時代を壊した帝王 白河上皇 山法師との戦い                     | 桃崎有一郎、井上章一、中野信子 （VTR内出演：美川圭） | 白河上皇                    | 白河上皇は、延暦寺の僧兵に対して、 「①武力で撃退」 「②譲歩して解決」 のうち、①を選択。                                                                            |                                                                                |
| (5月31日)  | (6月7日)   | スペシャル「ローマ帝国×驚異の砂漠都市 幻の王国のサバイバル戦略」 | |                             | | 19:30～21:00に放送。（6月7日は8:00～9:30に放送。） 初回放送日は2019年5月29日。 |
| 6月7日     | 6月14日    | 神を創った将軍 ～徳川家光の戦略～                                | 野村玄（歴史学者）、上田紀行（文化人類学者）、中野信子 （VTR内出演：金子信久、服部英雄） | 徳川家光                    | 徳川家光は、 「①キリスト教を容認する」 「②キリスト教を禁じる」 のうち、②を選択。                                                                                  |                                                                                |
| 6月21日    | 6月28日    | 天下人を生んだ一族 三河松平家の実像                              | 平山優、安部龍太郎、中野信子 （VTR内出演：湯谷翔悟、柴裕之） | 松平清康                    | 松平清康は、 「①尾張へ侵攻する」 「②三河の安定を図る」 のうち、①を選択。                                                                                          |                                                                                |
| 7月5日     | 7月12日    | 浅間山大噴火 ～天明3年・驚きの復興再生プロジェクト～             | 安井真也（火山学者）、関俊明（考古学者、嬬恋郷土資料館館長）、飯田泰之 （VTR内出演：渡辺浩一） | 根岸九郎左衛門              | 根岸九郎左衛門は、被災後の鎌原村について、 「①分散して移住」 「②残された者で村を再興」 のうち、②を選択。                                                          |                                                                                |
| (7月12日)  | (7月19日)  | 追跡!古代ミステリー 海の縄文人                                   | |                             | | 初回放送日は2023年2月8日。                                                     |
| 7月19日    | 7月26日    | 戦国パイレーツ 里見一族の野望                                    | 滝川恒昭、飯田泰之、中野信子 （VTR内出演：岡田晃司） | 里見義堯、 里見義弘         | 里見義堯・義弘は、 「①謙信の和睦提案を受け入れる」 「②謙信の和睦提案を拒否する」 のうち、②を選択。                                                                |                                                                                |
| 0月0日     | (8月6日)   | 秀吉・天下争奪の山城合戦 ～賤ケ岳の戦い～                        | |                             | | 16:30～17:30に放送。 初回放送日は2020年1月22日。                               |
| 0月0日     | (8月9日)   | 信長最大の敵・大坂本願寺 ～歴史を変えた11年戦争～                | |                             | | 8:30～9:30に放送。 初回放送日は2022年1月26日。                                 |
| 8月9日     | 8月16日    | 昭和の選択 平和を手放した日 ～幣原喜重郎 国際協調外交の誤算～    | 孫崎享（外交評論家）、小山俊樹、小山淑子（国際政治学者） （VTR内出演：種稲秀司） | 幣原喜重郎                  | 幣原喜重郎は、満州事変を収集するために、 「①中国と直接交渉」 「②連盟を利用して交渉」 のうち、②を選択。                                                            |                                                                                |
| (8月16日)  | (8月23日)  | 昭和の選択「太平洋戦争 東條英機 開戦への煩悶（はんもん）」       | |                             | | 初回放送日は2020年12月9日。                                                    |
| 8月23日    | 8月30日    | 江戸経済を立て直せ! 大岡越前 知られざる奮闘                      | 大石学、飯田泰之、江上剛 （VTR内出演：高木久史、萬代悠(三井文庫 研究員)） | 大岡越前                    | 大岡忠相は、金安銀高をめぐり、 「①両替商を厳しく統制する」 「②銀安を促す別の手を打つ」 のうち、①を選択。                                                          |                                                                                |
| 0月0日     | (8月27日)  | スペシャル 戦国のプロが選ぶ 徳川家康・平和への選択               | |                             | | 15:30～17:30に放送。 初回放送日は2023年1月7日。                                |
| 8月30日    | 9月6日     | どうした?石川数正 ～なぜ家康の忠臣は出奔したのか～               | 平山優、千田嘉博、島田久仁彦 （VTR内出演：小和田哲男、松重豊） | 石川数正                    | 石川数正は、 「①徳川を見限って出奔」 「②徳川を守るため出奔」 のうち、②を選択。                                                                                    |                                                                                |
| 0月0日     | (9月1日)   | 幻の地震予知 ～大森房吉と関東大震災～                            | |                             | | 22:15～23:15に放送。 初回放送日は2023年3月8日。                                |
| 9月6日     | 9月13日    | 竹久夢二の関東大震災 ～100年前の震災スケッチ～                   | 石川桂子（竹久夢二美術館 学芸員）、森まゆみ、高橋源一郎 | 竹久夢二                    | 竹久夢二は、 「①日本にとどまる」 「②欧米へ旅立つ」 のうち、②を選択。（昭和7年(1931年5月)に渡米。)                                                                 |                                                                                |
| 9月13日    | 9月20日    | 地の果てまで! ～ザビエル 日本布教の真実～                        | 川村信三（歴史学者、上智大学教授）、岡美穂子（東京大学史料編纂所 准教授）、橋爪大三郎（社会学者） （VTR内出演：中野裕明） | フランシスコ・ザビエル      | ザビエルは、 「①インドに戻り態勢を強化」 「②日本に残り布教を続ける」 のうち、①を選択。 （1581年11月15日、インド・ゴアに戻った。）                                 |                                                                                |
| 9月20日    | 9月27日    | 家康が師とした王 ～漢・初代皇帝 劉邦～                           | 渡邉義浩（古典中国）、柿沼陽平（古代中国貨幣経済史）、河上麻由子（古代日中関係史） | 劉邦                        | 劉邦は、紀元前203年に、 「①講和を守る」 「②項羽を追撃する」 のうち、②を選択。                                                                                     |                                                                                |
| 0月0日     | (9月23日)  | 夢の植物図鑑 牧野富太郎～苦難突破のオタク魂～                    | |                             | | 14:30～15:30に放送。 初回放送日は2023年5月10日。                               |
| (9月28日)  | (10月4日)  | スペシャル 「ツタンカーメン 秘宝に隠された真実」                 | |                             | | 初回放送日は2022年5月4日。                                                     |
| 10月4日    | 10月11日   | 剣豪・宮本武蔵 極める!フリーランスの道                           | 小和田哲男、魚住孝至（思想史）、江上剛 （VTR内出演：清川真潮(島田美術館 事務局長)、後藤典子(熊本大学 永青文庫研究センター)、福田正秀(宮本武蔵研究家)、稲葉継陽(熊本大学 永青文庫研究センター)）                                                  | 宮本武蔵                    | 宮本武蔵は、島原の乱後、 ①「小笠原家にとどまる」 ②「（小笠原家を離れ）新天地を求める」 のうち、②を選択。 （寛永11年(1640年)、客分として細川家に迎え入れられた。） |                                                                                |
| 0月0日     | (10月14日) | “奥の細道”への道～松尾芭蕉 五・七・五の革命～                    | |                             | | 14:00～15:00に放送。 初回放送日は2020年2月12日。                               |
| (10月18日) | (10月25日) | 戦国ミステリー 千利休はなぜ死んだ? ～天下人秀吉との攻防～        | |                             | | 初回放送日は2022年2月16日。                                                    |
| 10月25日   | 11月1日    | 暴れん坊公家 平安朝を救う ～藤原隆家 刀伊の入寇事件～            | 関幸彦、冲方丁、山口真由 （VTR内出演：野口実、赤司善彦、近藤好和） | 藤原隆家                    | 藤原隆家は、刀伊の入寇の際に、 ①「水際作戦」 ②「大宰府籠城戦」 のうち、①を選択。                                                                                  |                                                                                |
| (11月1日)  | (11月8日)  | 神を創った将軍 〜徳川家光の戦略〜                                | |                             | | 初回放送日は2023年6月7日。                                                     |
| 11月8日    | 11月15日   | 小早川秀秋の関ヶ原 ～裏切り者か?心優しき若き武将か?～            | 光成準治（九州大学大学院特別研究者）、外岡慎一郎、千田嘉博 （VTR内出演：矢部健太郎） | 小早川秀秋                  | 小早川秀秋は、 ①「東軍に味方する」 ②「西軍に味方する」 のうち、①を選択。                                                                                          |                                                                                |
| 11月15日   | 11月22日   | 帰ってきた探偵 ～江戸川乱歩 ミステリー復活の闘い～               | 小松史生子（日本文学研究者）、高橋源一郎、中野信子 （VTR内出演：石川巧、平井憲太郎（乱歩の孫）） | 江戸川乱歩                  | 江戸川乱歩は、戦後、 ①「探偵小説を執筆する」 ②「探偵小説を執筆しない」 のうち、②を選択。                                                                          |                                                                                |
| 11月22日   | 11月29日   | 時代をひらいた博物大名たち                                       | |                             | | BS4Kでの放送。20:00～20:59に放送。                                             |
| (11月22日) | (11月29日) | 源頼朝 武家の都“鎌倉”をひらく                                    | |                             | | 初回放送日は2020年8月5日。                                                     |
| (11月29日) | (12月6日)  | 家康の終活～徳川の天下を決めた最後の決断〜                       | |                             | | 初回放送日は2020年7月15日。                                                    |

| BSP4K本放送 | BS本放送   | 再放送     | タイトル                                                            | コメンテーター | 中心人物                                                                              | 選択の内容 | 備考                                                                             |
| ----------- | ---------- | ---------- | ------------------------------------------------------------------- | --- | ------------------------------------------------------------------------------------- | --- | -------------------------------------------------------------------------------- |
| 0月0日      | 0月0日     | (12月3日） | スペシャル 戦国のプロが選ぶ 徳川家康・平和への選択                  | |                                                                                       | | 12:00～14:00に放送。 初回放送日は2023年1月7日。                                  |
| 11月22日    | 12月6日    | 12月13日   | 時代をひらいた博物大名たち                                          | 荒俣宏（博物学）、今橋理子（美術史）、岩下哲典（歴史） （VTR内出演：鈴木道男(東北大学大学院名誉教授)）                                                | 松平頼恭、 堀田正敦                                                                   | 堀田正敦は、 ①「北方の鳥の情報を（図譜に）載せる」 ②「北方の鳥の情報を載せない」 のうち、①を選択。 |                                                                                  |
| 12月6日     | 12月13日   | 12月20日   | 幕末最強!庄内藩の戊辰戦争～徳川四天王・酒井忠次の遺伝子～           | 山村竜也（幕末史）、森田健司（思想史）、佐藤賢一（文学） （VTR内出演：酒井忠順(酒井家19代世嗣)、菅原義勝(致道博物館 学芸員)、淺川道夫(日本大学教授)） | 酒井玄蕃                                                                              | 酒井玄蕃は、明治元年(1868年)9月26日、 ①「（新政府に）謝罪降伏」 ②「徹底抗戦」 のうち、①を選択。 |                                                                                  |
| 0月0日      | 0月0日     | (12月17日) | スペシャル プロが選ぶ 徳川家康・平和への選択                        | |                                                                                       | | 13:15～15:15に放送。 初回放送日は2023年1月7日。                                  |
| 12月20日    | 12月27日   | 1月10日    | 天のことわりを見抜け!～渋川春海 改暦への挑戦～                      | 冲方丁、林淳（宗教学）、縣秀彦（天文学） | 渋川春海                                                                              | 霊元天皇の宣旨により大統暦に改暦することが決定したことを受けて、渋川春海は、 ①「朝廷の改暦を受け入れる」 ②「朝廷の決定をくつがえす」 のうち、②を選択。 （貞享元年（1684年）10月29日、春海が考えた大和暦が貞享暦として採用された。）                   |                                                                                  |
| (12月27日)  | (1月10日)  | (1月17日)  | 小早川秀秋の関ヶ原 ～裏切り者か?心優しき若き武将か?～               | |                                                                                       | | 13:15～15:15に放送。 初回放送日は2023年11月8日。                                 |
| (1月10日)   | (12月31日) | 0月0日     | この世をばわが世とぞ...? ～藤原道長 平安最強の権力者の実像～        | |                                                                                       | | 16:00～17:00に放送。 初回放送日は2021年6月9日。                                  |
| 0月0日      | 1月6日     | 0月0日     | スペシャル 源氏物語 紫式部の切なくて雅な選択                        | 山本淳子（国文学者）、イザベラ・ディオニシオ（翻訳家）、高橋源一郎、山口真由 （VTR内出演：工藤重矩、清水婦久子）                                      | 紫式部                                                                                | 紫式部は、 藤原道長から『源氏物語』に彰子をヒロインとして登場させよとの注文に対して、 ①「道長の命令を断る」 ②「道長の命令に従う」 のうち、②を選択。 そして、 33帖まで書き終えた後、 ①「源氏物語を終わらせる」 ②「源氏物語を続ける」 のうち。②を選択。 | 19:30～21:00に放送。 （スタジオでの寸劇：ハナコ）、（VTR内での朗読：沢城みゆき） |
| 0月0日      | (1月17日)  | (1月24日)  | この世をばわが世とぞ...? ～藤原道長 平安最強の権力者の実像～        | |                                                                                       | | 初回放送日は2021年6月9日。                                                       |
| 1月17日     | 1月24日    | 2月14日    | 幕末の冒険者・ジョン万次郎                                          | 山本一力、岩下哲典、山口真由 （VTR内出演：櫻井敬人、谷昭佳、中濱京(万次郎の直系5代目)）                                                               | ジョン万次郎                                                                          | 万次郎は、 ①「アメリカにとどまる」 ②「日本に帰国」 のうち、②を選択。 |                                                                                  |
| 1月24日     | 1月31日    | 2月7日     | 徳川家康 金銀王への道 ～金銀で読み解く戦国ニッポン～                | 仲野義文（石見銀山資料館長）、岡美穂子（歴史学者、南蛮貿易）、飯田泰之 （VTR内出演：関口かをり、平山優）                                              | 徳川家康                                                                              | 徳川家康は、 ①「スペインの条件を受け入れる」 ②「スペインの条件を受け入れない」 のうち、②を選択。 |                                                                                  |
| (1月31日)   | (2月7日)   | (2月14日)  | 陰陽師・安倍晴明～平安京のヒーローはこうして誕生した～              | |                                                                                       | | 初回放送日は2020年12月2日。                                                      |
| (2月4日)    | 0月0日     | 0月0日     | スペシャル 源氏物語 紫式部の切なくて雅な選択                        | |                                                                                       | | 13:00～14:29に放送。 初回放送日は2023年1月6日。                                  |
| 2月7日      | 2月14日    | 2月21日    | 赤穂浪士・最期の49日                                                | 大石学（江戸時代の政治史）、稲葉継陽（細川家の研究）、真山仁                                                                                          | 堀内伝右衛門 （細川家の藩士で、細川家でお預かりとなった赤穂浪士たちの世話役を務めた） | 徳川綱吉が、赤穂事件の裁決について、赤穂事件から49日目にあたる元禄16年2月4日に ①「（浪士たちを）厳しく処罰」 ②「赦免」 のうち、①を選択。 また、徳川綱吉はもう一方で、吉良義周にも諏訪氏お預かり、領地召し上げの裁決も下した。                         |                                                                                  |
| (2月14日)   | (2月21日)  | (2月28日)  | 戦国パイレーツ 里見一族の野望                                       | |                                                                                       | | 初回放送日は2023年7月19日。                                                      |
| 0月0日      | 0月0日     | (2月18日)  | スペシャル 源氏物語 紫式部の切なくて雅な選択                        | |                                                                                       | | 15:15～16:45に放送。 初回放送日は2023年1月6日。                                  |
| (2月21日)   | (2月28日)  | (3月6日)   | 古代日本のプランナー・藤原不比等                                    | |                                                                                       | | 初回放送日は2022年4月20日。                                                      |
| 2月28日     | 3月6日     | 3月13日    | 太閤狂乱?「秀次事件」～捜査会議 豊臣家“滅亡”への出発点～            | 矢部健太郎、千田嘉博、萱野稔人 （VTR内出演：小和田哲男）                                                                                              | 豊臣秀吉、 豊臣秀次                                                                   | 豊臣秀吉は、豊臣秀次に連座する人達に対し、 ①「厳しい処分」 ②「寛大な処分」 のうち、①を選択。 |                                                                                  |
| 3月6日      | 3月13日    | 3月20日    | キネマの夢を追いかけて ～日本映画の父 牧野省三～                    | 周防正行（映画監督）、ヨハン・ノルドストロム（日本映画史）、佐倉統（科学技術論） （VTR内出演：冨田美香（国立映画アーカイブ主任研究員））              | 牧野省三                                                                              | 牧野省三は、 ①「サイレント映画を継続」 ②「トーキー」に挑戦 のうち、②を選択。 （⇒ 昭和4年、国産ディスク式トーキー『戻橋』完成。） |                                                                                  |
| 3月13日     | 3月20日    | 3月27日    | “栄養”で日本を救え! 食いもの博士・佐伯矩の挑戦                      | 中村丁次（日本栄養士会会長）、ヤマザキマリ （VTR内出演：片山一男、並松信久）                                                                          | 佐伯矩                                                                                | 佐伯矩は、欠食児童の救済に関して、 ①「欠食児童への給食」 ②「すべての児童への給食」 のうち、②を選択し、提言した。 （昭和7年、「学校給食に関する意見書」を文部省に提出。）                                                                              |                                                                                  |
| 0月0日      | 0月0日     | (3月16日)  | スペシャル 「ローマ帝国VS.驚異の砂漠都市 幻の王国のサバイバル戦略」 | |                                                                                       | | 18:00～19:30に放送。 初回放送日は2019年5月29日。                                 |
| 3月20日     | 3月27日    | 0月0日     | 博覧会で京都を救え ～八重の兄・山本覚馬～                           | 岩下哲典、井上章一 （VTR内出演：吉海直人、千代間泉）                                                                                                  | 山本覚馬                                                                              | 山本覚馬は、 ①「東京に向かう（新政府に仕える）」 ②「京都にとどまる（京都の復興を行う）」 のうち、②を選択し、京都府に出仕した。 |                                                                                  |

### 2024年度
| BSP4K本放送 | BS本放送   | BS再放送   | タイトル                                                                  | コメンテーター | 中心人物 | 選択の内容 | 備考                                                             |
| ----------- | ---------- | ---------- | ------------------------------------------------------------------------- | --- | --- | --- | ---------------------------------------------------------------- |
| 3月27日     | 4月1日     | 0月0日     | 特別編 歴史の極意!あなたならどうする?                                     | | | |                                                                  |
| 3月30日     | 0月0日     | 0月0日     | スペシャル 日本史サバイバル! 近衞家と細川家の戦略                         | （VTR内出演）島谷弘幸、名和知彦、松薗斉、伊藤千尋、桃崎有一郎、高橋裕次、稲葉継陽                                                  | 細川綱利（肥後細川家5代） 近󠄁衞家熈（近󠄁衞家21代）                                                                        | サバイバル戦略その1：No.2の地位を狙え"…藤原道長／細川頼之・頼有 サバイバル戦略その2：公家・武家の垣根を越えろ!…近衞信尹／細川幽斉 サバイバル戦略その3：ソフトパワーを駆使せよ!…近󠄁衞家凞／細川忠興・細川忠利・細川綱利                                                              | 21:00～22:30に放送。 細川綱利役：本田博太郎、 近󠄁衞家熈役：山中聡 |
| 4月3日      | 4月8日     | 0月0日     | シリーズ平安時代 (1)千年の都ここに始まる ～桓武天皇 平安遷都の野望～      | 井上満郎、真山仁、里中満智子 （VTR内出演：榎村寛之、田中史生）                                                                     | 桓武天皇 | 桓武天皇は、 ①「新たな地に遷都」 ②「長岡京に留まる」 のうち、①を選択。 （794年、平安京に遷都。） |                                                                  |
| 4月10日     | 4月15日    | 0月0日     | シリーズ平安時代 (2)もうひとつの源氏物語 ～王朝の武者 源頼光・頼信兄弟～  | 野口実（中世史）、繁田信一、中野信子 （VTR内出演：横澤大典）                                                                       | 源頼光、 源頼信 | 源頼信は、平忠常の乱に際して、 ①「徹底討伐して武名をあげる」 ②「降伏するよう説得する」 のうち、②を選択。 |                                                                  |
| 4月17日     | 4月22日    | 0月0日     | 黄門さまの野望!? ～徳川光圀・国史編さんプロジェクト～                     | 大石学、冲方丁 （VTR内出演：鈴木瑛一(茨城大学名誉教授)）                                                                           | 徳川光圀 | 徳川光圀は、 ①「国史編纂事業を縮小する」 ②「国史編纂事業を拡大する」 のうち、②を選択。 |                                                                  |
| 4月24日     | 4月29日    | 5月13日    | 信長が震えた日～血戦!長島一向一揆～                                       | 堀新、伊東潤 （VTR内出演：千田嘉博、播磨良紀）                                                                                     | 織田信長 | 織田信長は、天正2年（1574年）9月、 ①「力攻め」 ②「降伏を許す」 のうち、①を選択。 |                                                                  |
| (4月28日)   | 0月0日     | 0月0日     | 帰ってきた探偵 ～江戸川乱歩 ミステリー復活の闘い～                        | | | | 14:13～15:12に放送。 初回放送日は2023年11月15日。                |
| (5月1日)    | 0月0日     | 0月0日     | 剣豪・宮本武蔵 極める!フリーランスの道                                    | | | | 初回放送日は2023年10月4日。                                      |
| 0月0日      | 0月0日     | (5月4日)   | スペシャル 紫式部 千年の孤独 ～源氏物語の真実～                           | | | | 14:00～15:30に放送。 初回放送日は2024年1月6日。                  |
| 0月0日      | 5月6日     | 0月0日     | スペシャル 日本史サバイバル! 近衞家と細川家の戦略                         | | | | 21:00～22:30に放送。                                             |
| (5月8日)    | (5月13日)  | (5月20日)  | 幕末の冒険者・ジョン万次郎                                                | | | | 初回放送日は2024年1月17日。                                      |
| 5月15日     | 5月20日    | 5月27日    | よみがえれ大仏 ～重源 61歳からの挑戦～                                    | 西山厚（仏教史）、真山仁 （VTR内出演：中尾堯（日本仏教史）、清水重敦）                                                             | 重源 | 重源は、東大寺大仏殿の再建のために、 ①「朝廷に支援を求める」 ②「鎌倉幕府に支援を求める」 のうち、②を選択。 |                                                                  |
| (5月22日)   | (5月27日)  | (6月3日)   | 赤穂浪士・最期の49日                                                      | | | | 初回放送日は2024年2月7日。                                       |
| 5月29日     | 6月3日     | 6月10日    | 明国からのSOS ～徳川家光 知られざる海外派兵問題～                         | 野村玄（歴史）、小島毅（中国思想史）、薮中三十二（外交）                                                                           | 徳川家光 | 徳川家光は、2度目の援軍要請について ①「出兵要請を受け入れる」 ②「出兵要請を拒絶する」 のうち、②を選択。 |                                                                  |
| (6月5日)    | (6月10日)  | (6月17日)  | 幕末最強!庄内藩の戊辰戦争～徳川四天王・酒井忠次の遺伝子～                 | | | | 初回放送日は2023年12月6日。                                      |
| 6月12日     | 6月17日    | 6月24日    | “海賊”平安朝を揺るがす～真説 藤原純友の乱～                               | 下向井龍彦、萱野稔人、山口真由 | 藤原純友 | 藤原純友は、 ①「仲間を見捨て朝廷に恭順する」 ②「仲間と共に朝廷と戦う」 のうち、②を選択。 |                                                                  |
| (6月19日)   | (6月24日)  | (7月1日)   | 太閤狂乱?「秀次事件」～捜査会議 豊臣家“滅亡”への出発点～                  | | | | 初回放送日は2024年2月28日。                                      |
| 0月0日      | 0月0日     | (6月22日)  | スペシャル 日本史サバイバル! 近衞家と細川家の戦略                         | | | | 16:45～18:15に放送。 初回放送日は2024年3月30日。                 |
| 6月26日     | 7月1日     | 7月8日     | シリーズ・リアル忍者 戦国忍者“神君伊賀越え”の選択                         | 今村翔吾、平山優 （VTR内出演：山田雄司）                                                                                           | | 多羅尾光俊は、神君伊賀越えに際して、 ①「家康の逃亡を助ける」 ②「家康を生け捕りにする」 のうち、①を選択。 |                                                                  |
| 7月3日      | 7月8日     | 0月0日     | シリーズ・リアル忍者 江戸・幕末忍者 サバイバル大作戦!                     | 真山仁、大石学 （VTR内出演：荒木利芳（三重大学）、藤田和敏（大本山相国寺 寺史編纂室 研究員））                                     | 木村宗安（杣中木村家当主） 宮島作治郎                                                                                   | 甲賀古士 木村宗安は、 ①「（宮島作治郎の言う通り、士分復帰のために）新政府軍に加わる」 ②「新政府軍に加わらない」 のうち、①を選択。 （慶応4年8月、甲賀古士総勢17人が甲賀隊として新政府軍に加わった。）                                                                               |                                                                  |
| 0月0日      | 0月0日     | (7月6日)   | 【新一万円札発行！】英雄たちの選択「渋沢栄一 七転八倒の青春」             | | | | 23:09～24:09に放送。 初回放送日は2021年4月7日。                  |
| 7月10日     | 7月15日    | 7月22日    | シリーズ 知られざる島の歴史旅① 八丈島 ～絶海の孤島に流された武士～        | 大石学（近世史）、林薫（八丈島教育委員会、八丈島史）、萱野稔人                                                                     | 宇喜多秀家、 近藤富蔵                                                                                                   | 宇喜多秀家は、流人として八丈島に島流しされて、 ①「本土へ戻る」 ②「（前田家の申し出を断り）島にとどまる」 のうち、②を選択。 八丈島最後の流刑者 近藤富蔵は、 ①「本土にとどまる」 ②「島に帰る」 のうち、②を選択。（明治15年、八丈島に戻る）                                           |                                                                  |
| 7月17日     | 7月22日    | 7月29日    | シリーズ 知られざる島の歴史旅② 帰りたい ～火山島・青ヶ島 全島避難の軌跡～ | 土屋久（順天堂大学 兼任講師、宗教民俗学者）、山村武彦（防災アドバイザー）、篠原ともえ                                              | 佐々木次郎太夫 | 青ヶ島の名主となった佐々木次郎太夫は、 ①「八丈島に永住」 ②「青ヶ島に帰還」 のうち、②を選択。（文政7年、旧青ヶ島島民全員が帰還（還住）） |                                                                  |
| (7月24日)   | 0月0日     | 0月0日     | 渋沢栄一 知られざる顔～「論語と算盤（そろばん）」を読み解く               | | | | 初回放送日は2019年9月4日。                                       |
| 0月0日      | 0月0日     | (7月28日)  | 徳川慶喜・パリ万博大作戦 ～600万ドルを確保せよ～                          | | | | 13:00～14:00に放送。 初回放送日は2021年6月23日。                 |
| (7月31日)   | 0月0日     | 0月0日     | 徳川慶喜・パリ万博大作戦 ～600万ドルを確保せよ～                          | | | | 13:00～14:00に放送。 初回放送日は2021年6月23日。                 |
| 8月7日      | 8月12日    | 8月19日    | 昭和の選択 戦争なき世界へ ～国際司法の長・安達峰一郎の葛藤～              | 柳原正治（国際法学者）、小山淑子（国際政治学者、国際機関）、薮中三十二 （VTR内出演：篠原初枝（国際関係論））                       | 安達峰一郎 | 安達峰一郎は、満州問題について、 ①「国際司法裁判所で審議する」 ②「国際司法裁判所での審議を諦める」 のうち、②を選択。 |                                                                  |
| 8月14日     | 8月19日    | 8月26日    | 昭和の選択 敗戦国日本の決断 マッカーサー「直接軍政」の危機                | 一ノ瀬俊也（近現代史）、萱野稔人、真山仁 （VTR内出演：岡部英一、矢嶋光（名城大学法学部准教授、日本政治外交史）、内海愛子）         | 岡崎勝男、鈴木九萬、重光葵、河辺虎四郎、有末精三 ダグラス・マッカーサー、リチャード・サザランド、リチャード・マーシャル | 重光葵たちは、マッカーサーたちが示してきた三布告に対して、 ①「三布告の撤回を働きかける」 ②「三布告を受け入れる」 のうち、①を選択。 |                                                                  |
| (8月21日)   | (8月26日)  | (9月2日)   | 女子教育のその先へ ～津田梅子・科学への夢と葛藤～                         | | | | 初回放送日は2022年7月27日。                                      |
| 8月28日     | 9月2日     | 9月9日     | 我は女の味方ならず ～情熱の歌人・与謝野晶子の“男女平等”～                 | 松村由利子、浜田敬子 （VTR内出演：多田蔵人）                                                                                       | 与謝野晶子 | 与謝野晶子は、平塚らいてうらとの母性保護論争について、 ①「論争を継続する」 ②「論争から降りる」 のうち、②を選択。 |                                                                  |
| (9月1日)    | 0月0日     | 0月0日     | 竹久夢二の関東大震災 ～100年前の震災スケッチ～                            | | | | 16:00～17:00に放送。 初回放送日は2023年9月16日。                 |
| (9月4日)    | (9月9日)   | 0月0日     | 微生物の狩人 北里柴三郎の挑戦                                             | 中村桂子（生命誌研究者）、飯田泰之、中野信子、瀧本哲史（企業論、投資家） （VTR内出演：檀原宏文、福田眞人（医学史）、森孝之）       | 北里柴三郎 | 北里柴三郎は、1914年、伝染病研究所が内務省から文部省の管轄になったことに際して、 ①「文部省に移る（文部省の傘下になり、東京帝国大学の一機関となる）」 ②「ひとり野に下る（自分ひとり野に下り今まで通りの研究を続ける）」 のうち、②を選択。                                           | 初回放送日は2016年2月4日。                                       |
| 9月11日     | 9月16日    | 0月0日     | 抵抗するは我にあり ～室町幕府最後の将軍 足利義昭～                        | 桃崎有一郎、天野忠幸 （VTR内出演：久野雅司）                                                                                       | 足利義昭 | 足利義昭は、織田信長の死後、 ①「羽柴秀吉と敵対する」 ②「秀吉と組む」 のうち、①を選択。 |                                                                  |
| 0月0日      | 0月0日     | (9月14日)  | スペシャル 紫式部 千年の孤独 ～源氏物語の真実～                           | | | | 16:00～17:30に放送。 初回放送日は2024年1月6日。                  |
| (9月18日)   | (9月23日)  | (9月30日)  | シリーズ平安時代 (1)千年の都ここに始まる ～桓武天皇 平安遷都の野望～      | | | | 初回放送日は2024年4月3日。                                       |
| 9月25日     | 9月30日    | 0月0日     | 石田三成 幻のクーデター計画 ～「関ヶ原」エピソード・ゼロ～                | 千田嘉博、光成準治、中野信子 | 石田三成 | 石田三成は、 ①「クーデターを決行」 ②「クーデターを延期」 のうち、②を選択。 |                                                                  |
| (10月3日)   | (10月7日)  | 0月0日     | 陰陽師・安倍晴明 平安京のヒーローはこうして誕生した                       | | | | 初回放送日は2020年12月2日。                                      |
| 10月10日    | 10月14日   | 0月0日     | 北前船に賭けた男たち ～工楽松右衛門と高田屋嘉兵衛～                       | 中西聡、真山仁 | 工楽松右衛門、 高田屋嘉兵衛                                                                                             | 工楽松右衛門は、高田屋嘉兵衛からの依頼について、 ①「幕府の要請を引き受ける」 ②「幕府の要請を断る」 のうち、①を選択。 |                                                                  |
| (10月17日)  | 0月0日     | 0月0日     | 暴れん坊公家 平安朝を救う ～藤原隆家 刀伊の入寇事件～                     | | | | 初回放送日は2023年10月2日。                                      |
| 10月24日    | 10月28日   | 0月0日     | 秘められたメッセージ ～清少納言 枕草子の真実～                            | 赤間恵都子（十文字学園女子大学名誉教授、国文学者）、繁田信一（歴史民俗学者）、中野信子 （VTR内出演：山本淳子）                     | 清少納言 | 後宮を去った清少納言は、 ①「定子のもとに戻らない」 ②「定子のもとに戻る」 のうち、②を選択。 |                                                                  |
| (10月31日)  | (11月4日)  | (11月11日) | シリーズ平安時代 (2)もうひとつの源氏物語 ～王朝の武者 源頼光・頼信兄弟～  | | | | 初回放送日は2024年4月10日。                                      |
| 11月7日     | 11月11日   | 11月18日   | 実録 山里の境界裁判 ～発見!江戸長期政権の秘密～                           | 岩下哲典（近代・近世）、渡辺尚志（農村・百姓） （VTR内出演：佐藤賢一）                                                             | 目黒村庄屋長左衛門、 井上正利（寺社奉行）                                                                               | 幕府評定所は、 ①「証拠（目黒山形、裁許絵図）優先で判断」 ②「双方が暮らせるように判断」 のうち、②を選択。 |                                                                  |
| (11月14日)  | (11月18日) | 11月25日   | 暴れん坊公家 平安朝を救う ～藤原隆家 刀伊の入寇事件～                     | | | | 初回放送日は2023年10月25日。                                     |
| 11月21日    | 11月25日   | 12月2日    | ペリーならぬペリュー襲来!?長崎・フェートン号事件                          | 岩下哲典（近世史）、鈴木康子（対外交渉史）、島田久仁彦（国際調停） （VTR内出演：木村直樹）                                         | 松平康英 フリートウッド・ペリュー                                                                                       | 長崎奉行・松平康英は、 ①「要求に応じ（水と）食料を渡す」 ②「要求を無視し攻撃する」 のうち、①を選択。 |                                                                  |
| (11月28日)  | (12月2日)  | (12月9日)  | 幻の地震予知 ～大森房吉と関東大震災～                                     | | | | 初回放送日は2023年3月8日。                                       |
| 12月5日     | 12月9日    | 12月16日   | 隠された南海トラフ地震 ～学者・今村明恒の挑戦～                           | 鷺谷威（地殻変動学者）、山村武彦 （VTR内出演：木村玲欧、武村雅之）                                                                 | 今村明恒 | 今村明恒は、戦後、 ①「地震予知を続ける」 ②「地震予知をやめる」 のうち、①を選択。 |                                                                  |
| 12月12日    | 12月16日   | 0月0日     | 希代の経営者 経済統制と戦う～小林一三100年先が見えた男～                  | 鹿島茂（フランス文学者）、真山仁、辻愛沙子（実業家） （VTR内出演：仙海義之（阪急文化財団）、中村秀臣（科学史技術史研究所））       | 小林一三 | 小林一三は、 ①「入閣依頼を受ける」 ②「入閣依頼を断る」 のうち、①を選択。 （第2次近衞麿󠄁内閣に商工大臣として入閣するも、革新官僚の代表格である商工次官の岸信介と対立し、辞職。） |                                                                  |
| (12月15日)  | 0月0日     | 0月0日     | スペシャル 紫式部 千年の孤独 ～源氏物語の真実～                           | | | | 15:00～16:30に放送。 初回放送日は2024年1月6日。                  |
| 12月19日    | 12月23日   | 1月6日     | 昭和の選択 果たすべきは「国民との約束」～首相・濱口雄幸 政治家の本懐～    | 一ノ瀬俊也（近現代史家）、萱野稔人（政治哲学者） （VTR内出演：川田稔）                                                             | 濱口雄幸 | 濱口雄幸は、遭難事件後、 ①「議会に登院する」 ②「議会への登院を控える」 のうち、①を選択。 |                                                                  |
| (12月26日)  | (1月6日)   | (1月13日)  | よみがえれ大仏 ～重源 61歳からの挑戦～                                    | | | | 初回放送日は2024年5月15日。                                      |
| 0月0日      | 1月1日     | 0月0日     | スペシャル 大江戸エンタメ革命 〜実録・蔦屋重三郎〜                        | 田中優子（江戸文化研究者）、鹿島茂（フランス文学者）、ヤマザキマリ（漫画家） （VTR内出演：棚橋正博、高澤憲治、鈴木俊幸、田辺昌子） | 蔦屋重三郎 | 蔦屋重三郎は、喜多川歌麿の美人大首絵について、 ①「モデルの名前を書くのをやめる」 ②「モデルの名前を書くのを続ける」 のうち、①を選択。（判じ絵として推測させるようにした） また、 東洲斎写楽の役者絵について、 ①「写楽の絵を売り出さない」 ②「写楽の絵を売り出す」 のうち、②を選択。 | 19:30～20:59に放送。                                             |
| 0月0日      | 0月0日     | (1月2日)   | 森羅万象に挑んだ絵師 画狂・葛飾北斎                                       | | | | 17:00～17:59に放送。 初回放送日は2021年9月29日。                 |
| 1月9日      | 1月13日    | 1月20日    | 筆一本で乗り越えろ!作家・滝沢馬琴の奮闘                                   | 板坂則子（近世文学研究者）、高橋源一郎、いとうせいこう（マルチクリエーター）                                                       | 滝沢（曲亭）馬琴 | 滝沢馬琴は、 ①「蔦重（から）の縁談を受け入れる」 ②「蔦重の縁談を断る」 のうち、②を選択。 |                                                                  |
| (1月16日)   | (1月20日)  | (1月27日)  | 黄門さまの野望!? ～徳川光圀・国史編さんプロジェクト～                     | | | |                                                                  |
| (1月18日)   | 0月0日     | 0月0日     | スペシャル 大江戸エンタメ革命 〜実録・蔦屋重三郎〜                        | | | | 20:00～21:30に放送。 初回放送日は2025年1月1日。                  |
| 1月23日     | 1月27日    | 0月0日     | 熊本城、陥落せず!〜実録「西南戦争」最強・西郷軍との攻防〜                 | 小林和幸、淺川道夫（軍事史）、伊東潤 （VTR内出演：千田嘉博、原口泉（西南戦争の研究））                                             | 谷干城（熊本鎮台司令官）                                                                                                | 谷干城は、 ①「出撃して局面打開」 ②「籠城に徹する」 のうち、①を選択。 |                                                                  |
| (1月30日)   | (2月3日)   | (2月10日)  | 我は女の味方ならず ～情熱の歌人・与謝野晶子の“男女平等”～                 | | | | 初回放送日は2024年8月28日。                                      |
| 2月6日      | 2月10日    | 0月0日     | 江戸を駆けたマルチクリエーター 平賀源内                                   | 石上敏（江戸文芸研究）、小山薫堂（放送作家）、今橋理子（江戸美術史） （VTR内出演：藤田彰一（平賀源内研究者））                     | 平賀源内 | 平賀源内は、 ①「高松藩に再び仕官する」 ②「仕官せず浪人のままでいる」 のうち、②を選択。 （宝暦13年『根南志具佐』（ねなしぐさ）で戯作作家デビュー。） |                                                                  |
| 2月13日     | 2月17日    | 2月24日    | 本田宗一郎 イノベーションで世界を目指せ!                                  | 岩尾俊兵（経営学者）、真山仁 | 本田宗一郎 | 本田宗一郎は、終戦後、 ①「工場を復興しトヨタ（豊田自動織機）の部品を作る」 ②「会社（東海精機重工業）を手放し新たなチャンスを探る」 のうち、②を選択。 |                                                                  |
| 0月0日      | 0月0日     | (2月16日)  | スペシャル 大江戸エンタメ革命 〜実録・蔦屋重三郎〜                        | | | | 16:00～17:30に放送。 初回放送日は2025年1月1日。                  |
| (2月20日)   | (2月24日)  | 0月0日     | 昭和の選択 敗戦国日本の決断 マッカーサー「直接軍政」の危機                | | | | 初回放送日は2024年8月14日。                                      |
| 2月27日     | 3月3日     | 3月10日    | シリーズ「古墳の時代」① 黄金の馬を育てよ ～地方豪族から見たヤマト王権～   | 若狭徹（考古学）、川尻秋生（古代史）、北川一成（グラフィックデザイナー、経営） （VTR内出演：村上恭通、諫早直人（京都府立大学））   | 上毛野小熊 | 上毛野小熊は、武蔵国の有力豪族の笠原使主と小杵とが武蔵国造の地位を争った際、 ①「王権（の決定）に従う」 ②「王権（の決定）に逆らう」 のうち、②を選択。 |                                                                  |
| (3月2日)    | 0月0日     | 0月0日     | スペシャル 大江戸エンタメ革命 〜実録・蔦屋重三郎〜                        | | | | 16:30～18:00に放送。 初回放送日は2025年1月1日。                  |
| 3月6日      | 3月10日    | 0月0日     | シリーズ「古墳の時代」② 八角墳に眠る女帝〜斉明天皇の“石の王都”〜          | 里中満智子（漫画）、武田佐知子（古代史） （VTR内出演：西光慎治、相原嘉之）                                                         | 斉明天皇 | 斉明天皇は、王都造営について、 ①「王都造営を中断する」 ②「王都造営をやりとげる」 のうち、②を選択。 |                                                                  |
| (3月13日)   | (3月17日)  | (3月24日)  | シリーズ 知られざる島の歴史旅① 八丈島 ～絶海の孤島に流された武士｜        | | | | 初回放送日は2024年7月10日。                                      |
| (3月20日)   | (3月24日)  | 0月0日     | シリーズ 知られざる島の歴史旅② 帰りたい 〜火山島・青ヶ島 全島避難の軌跡〜 | | | | 初回放送日は2024年7月17日。                                      |
| 3月27日     | 3月31日    | 0月0日     | ラストサムライ 謎多き新選組隊士 斎藤一                                    | 木内昇、大石学、萱野稔人 （VTR内出演：栗原祐斗（福島県立博物館 主任学芸員）、伊東成郎（新選組研究家））                            | 斎藤一 | 斎藤一は、 ①「会津を離れ土方と合流」 ②「会津に残り戦い続ける」 のうち、②を選択。 |                                                                  |
| 0月0日      | 0月0日     | (4月2日)   | シリーズ 知られざる島の歴史旅② 帰りたい 〜火山島・青ヶ島 全島避難の軌跡〜 | | | | 17:00～18:00に放送。 初回放送日は2024年7月17日。                 |
| 0月0日      | 0月0日     | (4月9日)   | ラストサムライ 謎多き新選組隊士 斎藤一                                    | | | | 17:00～18:00に放送。 初回放送日は2024年7月17日。                 |

### 2025年度
| BSP4K本放送 | BS本放送  | BS再放送  | タイトル                                                               | コメンテーター | 中心人物                                | 選択の内容 | 備考                                             |
| ----------- | --------- | --------- | ---------------------------------------------------------------------- | --- | --------------------------------------- | --- | ------------------------------------------------ |
| 4月3日      | 4月7日    | 4月16日   | シリーズ 昭和のあけぼの (1)政党政治に懸ける 最後の元老 西園寺公望      | 伊藤之雄、萱野稔人 （VTR内出演：十河和貴（立命館アジア・日本研究機構 専門研究員）、永井和）                                                                                    | 西園寺公望                              | 西園寺公望は、張作霖爆殺事件における田中義一首相の最終報告の上奏で、田中首相への問責について牧野伸顕から相談された際に、 ①「（昭和）天皇に（田中首相への）問責をすすめる」 ②「天皇の問責を止める」 のうち、②を選択。 （西園寺の意見に従わず、問責され、田中首相は辞職。） |                                                  |
| 4月10日     | 4月14日   | 4月23日   | シリーズ 昭和のあけぼの (2)高橋是清・昭和恐慌と格闘した男              | 一ノ瀬俊也（近現代史）、飯田泰之 （VTR内出演：松元崇（財務総合政策研究所 上席客員研究員）、井手英策）                                                                          | 高橋是清                                | 高橋是清は、時局匡救事業について、 ①「農村への積極政策を続ける」 ②「農村への積極政策をやめる」 のうち、②を選択。 |                                                  |
| (4月17日)   | (4月21日) | (4月30日) | 江戸を駆けたマルチクリエーター 平賀源内                                | |                                         | | 初回放送日は2025年2月6日。                       |
| 4月24日     | 4月28日   | (5月7日)  | 追跡!紀伊国屋文左衛門〜伝説の豪商と元禄バブル〜                        | 大石学（近世史）、飯田泰之 （VTR内出演：牧原成征） | 紀伊国屋文左衛門                        | |                                                  |
| (4月27日)   | 0月0日    | 0月0日    | 徳川慶喜・パリ万博大作戦 ～600万ドルを確保せよ～                       | |                                         | | 13:00～14:00に放送。 初回放送日は2021年6月23日。 |
| (5月1日)    | (5月5日)  | (5月14日) | 博覧会で京都を救え ～八重の兄・山本覚馬～                              | |                                         | | 初回放送日は2024年3月20日。                      |
| (5月4日)    | 0月0日    | 0月0日    | スペシャル「ローマ帝国×驚異の砂漠都市 幻の王国のサバイバル戦略」       | |                                         | | 14:30～16:00に放送。 初回放送日は2019年5月29日。 |
| 5月8日      | 5月12日   | 5月21日   | 江戸無血開城へのバトンリレー 幕末“三舟”x西郷隆盛                       | 岩下哲典、木内昇、島田久仁彦 （VTR内出演：大石学） | 勝海舟、 山岡鉄舟、 高橋泥舟、 西郷隆盛 | 山岡鉄舟は、西郷隆盛との和平交渉において、 ①「条件を持ち帰る」 ②「条件を（この場で）突っぱねる」 のうち、②を選択。 |                                                  |
| (5月15日)   | (5月19日) | (5月28日) | 信長が震えた日～血戦!長島一向一揆～信長が震えた日～血戦!長島一向一揆～ | |                                         | | 初回放送日は2024年4月24日。                      |
| 5月22日     | 5月26日   | 6月4日    | 悪党にても人に御座候 火付盗賊改 長谷川平蔵                             | 山本一力、丸山泰弘（刑事法学者） （VTR内出演：代田清嗣） | 長谷川平蔵                              | 長谷川平蔵は、無宿による犯罪多発問題に関して、 ①「（無宿たちを）農村に戻す」 ②「江戸にとどめる（更生や社会復帰を図る）」 のうち、②を選択。 （寛政元年（1789年）、松平定信に人足寄場設置の建白書を提出。）                                                                 |                                                  |
| (5月29日)   | (6月2日)  | (6月11日) | 熊本城、陥落せず!〜実録「西南戦争」最強・西郷軍との攻防〜              | |                                         | | 初回放送日は2025年1月23日。                      |
| 6月5日      | 6月9日    | 6月18日   | “米価”は誰が決める?〜将軍吉宗VS大坂米商人の20年戦争〜                  | 門井慶喜、飯田泰之、 | 徳川吉宗                                | 徳川吉宗は、 ①「幕府がコメの値段を決める」 ②「市場にコメの値段を一任する」 のうち、①を選択。 （ただし、2か月後に廃止） |                                                  |
| (6月12日)   | (6月16日) | (6月25日) | 月影の男 ～天下人の弟 豊臣秀長～                                       | |                                         | | 初回放送日は2022年9月14日。                      |
| 0月0日      | 0月0日    | (6月14日) | 江戸経済を立て直せ! 大岡越前 知られざる奮闘                            | |                                         | | 13:45～14:44に放送。 初回放送日は2023年8月30日。 |
| 6月19日     | 6月23日   | 7月2日    | 田沼意次 大ピンチ! 〜意知 殿中刺殺事件〜                               | 大石学（近世史）、飯田泰之（経済） （VTR内出演：深井雅海） | 田沼意次                                | 田沼意次は、田沼意知刺殺事件後、 ①「老中職を辞する」 ②「改革を継続する」 のうち、②を選択。 （しかし、2年後、将軍・徳川家治死去後に辞任させられた） |                                                  |
| (6月26日)   | (6月30日) | (7月9日)  | ラストサムライ 謎多き新選組隊士 斎藤一                                 | |                                         | | 初回放送日は2025年3月27日。                      |
| 7月3日      | 7月7日    | 7月16日   | シリーズ 知られざる島の歴史旅 壱岐島 〜古代ニッポンの最前線〜          | 寺前直人、ヤマザキマリ （VTR内出演：須藤資隆（一支国博物館 館長）） |                                         | ヤマト王権を後盾とする壱岐の権力者たちは、 ①「新羅と敵対する」 ②「仲介役になる」 のうち、②を選択。 |                                                  |
| 7月10日     | 7月14日   | 7月23日   | シリーズ 知られざる島の歴史旅 種子島 〜戦国を変えたイノベーション〜    | 藤田達生、鹿毛敏夫、中野信子 （VTR内出演：岡美穂子、鎌田道隆） | 種子島時尭                              | 種子島時尭は、 ①「鉄砲製造の技術を島外に提供する」 ②「鉄砲製造の技術を島で独占する」 のうち、①を選択。 |                                                  |
| (7月17日)   | (7月21日) | 0月0日    | シリーズ・リアル忍者 戦国忍者“神君伊賀越え”の選択                      | |                                         | | 初回放送日は2024年6月26日。                      |
| (7月24日)   | (7月28日) | (8月6日)  | シリーズ・リアル忍者 江戸・幕末忍者 サバイバル大作戦!                  | |                                         | | 初回放送日は2024年7月3日。                       |
| (7月31日)   | (8月4日)  | (8月13日) | 悪党にても人に御座候 火付盗賊改 長谷川平蔵                             | |                                         | | 初回放送日は2025年5月22日。                      |
| 0月0日      | 0月0日    | (8月2日)  | 黄門さまの野望!? ～徳川光圀・国史編さんプロジェクト～                  | |                                         | | 13:00～14:00に放送。 初回放送日は2024年4月17日。 |
| 8月7日      | 8月11日   | 8月20日   | 昭和の選択 原爆と平和のはざまで 〜長崎の鐘 80年目の真実〜              | 高橋源一郎、水野宏美（出版社「サンパウロ」編集者）、山本昭宏（歴史学者、メディア文化史） （VTR内出演：田尻真理子（東京純心大学 客員研究員）、小西哲郎（長崎外国語大学 教授）） | 永井隆                                  | 永井隆は、GHQによる検閲により『長崎の鐘』出版許可の条件として「マニラの悲劇」との合本を提示されたことについて、 ①「GHQの要求を断る」 ②「GHQの要求を受け入れる」 のうち、②を選択。                                                                                         |                                                  |
| 8月14日     | 8月18日   | 0月0日    | シリーズ 関税交渉 前編 岩倉使節団 日米交渉・波高し                     | 佐々木雄一（外交史、明治学院大学 准教授）、太田昭子（比較文化論、慶応義塾大学 名誉教授）、真山仁 （VTR内出演：五百籏頭薫（日本政治外交史））                                   | 岩倉使節団                              | 岩倉具視は、 ①「条約改正交渉を続行」 ②「条約改正交渉を中止」 のうち、①を選択。 |                                                  |
| 8月21日     | 0月0日    | 0月0日    | シリーズ 関税交渉 後編 関税自主権を獲得せよ!                           | 千葉功、薮中三十二、萱野稔人 | 小村寿太郎                              | |                                                  |
| 0月0日      | 0月0日    | 0月0日    |                                                                        | |                                         | |                                                  |
| 0月0日      | 0月0日    | 0月0日    |                                                                        | |                                         | |                                                  |
| 0月0日      | 0月0日    | 0月0日    |                                                                        | |                                         | |                                                  |
| 0月0日      | 0月0日    | 0月0日    |                                                                        | |                                         | |                                                  |
| 0月0日      | 0月0日    | 0月0日    |                                                                        | |                                         | |                                                  |
| 0月0日      | 0月0日    | 0月0日    |                                                                        | |                                         | |                                                  |
| 0月0日      | 0月0日    | 0月0日    |                                                                        | |                                         | |                                                  |
| 0月0日      | 0月0日    | 0月0日    |                                                                        | |                                         | |                                                  |
| 0月0日      | 0月0日    | 0月0日    |                                                                        | |                                         | |                                                  |

### 総合テレビでの放送
| 番号 | タイトル                                                   | 放送履歴 | 放送履歴  | 放送履歴 | 放送履歴      | 放送履歴 |
| 番号 | タイトル                                                   | 年       | 月日      | 曜       | 時間          | 回数     |
| ---- | ---------------------------------------------------------- | -------- | --------- | -------- | ------------- | -------- |
| 1    | 黒船で世界をめざせ！維新の原点 吉田松陰の決断              | 2015年   | 04月19日  | （日）   | 01:550-02:55  | 1        |
| 2    | 久坂玄瑞と禁門の変～江戸時代を終わらせた青年志士～         | 2015年   | 07月05日  | （日）   | 16:30 - 17:30 | 1        |
| 2    | 久坂玄瑞と禁門の変～江戸時代を終わらせた青年志士～         | 2015年   | 07月23日  | （木）   | 02:15 - 03:15 | 2        |
| 3    | 武田信玄から真田丸へ～城の密集地帯 川中島の秘密～          | 2016年   | 02月15日  | （月）   | 02:10 - 03:10 | 1        |
| 4    | 真田昌幸 戦国サバイバル術～大勝負 第一次上田合戦           | 2016年   | 04月08日  | （金）   | 01:25 - 02:25 | 1        |
| 5    | 大坂の陣４００年 真田幸村・決戦へのジレンマ                | 2016年   | 05月08日  | （日）   | 01:50 - 02:50 | 1        |
| 6    | 大谷吉継 関ヶ原もうひとつのシナリオ 誤算に消えた西軍必勝   | 2016年   | 06月12日  | （日）   | 02:32 - 03:32 | 1        |
| 7    | 決戦！真田丸 父の教えか？兄弟の葛藤か？真田信之の決断      | 2016年   | 12月18日  | （日）   | 00:50 - 01:50 | 1        |
| 8    | 戦国の女（１）“おんな城主”の賭け～次郎法師の生き残り戦略～ | 2017年   | 04月09日  | （日）   | 01:35 - 02:37 | 1        |
| ?    | 平安京ミステリー 応天門の変～容疑者は政権トップ4～         | 2023年   | 010月06日 | （金）   | 01:20 - 02:20 | 1        |

## 特別篇『昭和の選択』
2014年8月21日と28日には、本番組から派生した『昭和の選択』という企画番組が2週続けて同じ時間帯に放送された。
第1回「国際連盟脱退　松岡洋右　望まなかった決断」では日本全権・松岡洋右を題材とし、国際連盟脱退の真実ならびにもし連盟を脱退しなかったら日本はどうなっていたのかを分析していた。
『昭和の選択』はその後も、2015年12月3日に「第1回『開かれた戦争への扉～日独伊三国同盟の誤算～』」、12月10日に「第2回『終戦への１３１日～鈴木貫太郎内閣の苦闘～』」、2016年7月28日に「“ライオン宰相”が夢見た平和～軍縮に挑んだ男　浜口雄幸～」、8月25日に「“核なき世界”と権力への挑戦～いま石橋湛山を見る～」、12月8日に「太平洋戦争　幻の航空機計画～軍用機メーカー中島飛行機の戦争～」、12月15日に「ガラスの天井をぶち破れ！～市川房枝　権利獲得への戦い～」、2017年3月9日に「東京大空襲が生んだ悲劇の傑作『噫横川国民学校』」2018年6月28日に「戦争の時代 天気予報は誰のものか？日本気象学の父・岡田武松の葛藤」、2018年12月6日「日米開戦を回避せよ！～近衛文麿”日米諒解案”の挫折～」と不定期で放送を続けている。
| 本放送                   | タイトル                                                                    | コメンテーター | 中心人物 | 選択の内容 | 備考 |
| ------------------------ | --------------------------------------------------------------------------- | --- | --- | --- | ---- |
| 2014年8月21日            | 昭和の選択 第1回「国際連盟脱退 松岡洋右 望まなかった決断」                  | 加藤陽子、井上寿一、小谷賢、宮崎哲弥 | 松岡洋右 | |      |
| 2014年8月28日            | 昭和の選択 第2回「サンフランシスコ講和 吉田茂 独立への苦闘」                | 井上寿一、五百旗頭真、小谷賢 | | |      |
| 2015年12月3日            | 昭和の選択 第1回「開かれた戦争への扉～日独伊三国同盟の誤算～」              | 田嶋信雄、佐藤卓己、小谷賢、萱野稔人 | | |      |
| 2015年12月10日           | 昭和の選択 第２回「終戦への１３１日～鈴木貫太郎内閣の苦闘～」               | 波多野澄雄、井上寿一、中野信子、萱野稔人 | 鈴木貫太郎 | 鈴木貫太郎は、聖断を仰ぎ、 「①一撃講和」、 「②無条件降伏」 のうち、②を選択。 |      |
| 2016年7月28日            | 昭和の選択「“ライオン宰相”が夢見た平和～軍縮に挑んだ男 浜口雄幸～」         | 川田稔、阿部信泰、一ノ瀬俊也、小谷賢 | 浜口雄幸 | 浜口雄幸は、ロンドン海軍軍縮会議において、 「①国際協調」、 「②対外強硬」 のうち、①を選択。 |      |
| 2016年8月25日            | 昭和の選択「“核なき世界”と権力への挑戦～いま石橋湛山を見る～」              | 増田弘、船橋洋一、宮崎哲弥、高橋源一郎 | 石橋湛山 | |      |
| 2016年12月8日            | 昭和の選択「太平洋戦争 幻の航空機計画～軍用機メーカー中島飛行機の戦争～」   | 鵜養鶴雄、中野信子 | 中島知久平 | |      |
| 2016年12月15日           | 昭和の選択「ガラスの天井をぶち破れ！～市川房枝 権利獲得への戦い～」         | 進藤久美子、中野信子、萱野稔人 | 市川房枝 | |      |
| 2017年3月9日             | 昭和の選択 東京大空襲が生んだ悲劇の傑作「噫横川国民学校」                   | 齋藤孝、一ノ瀬俊也、秋元雄史 | 井上有一 | |      |
| 2017年8月10日            | 昭和の選択「ポツダム宣言受諾 外相東郷茂徳・和平への苦闘」                   | 五百旗頭真、一ノ瀬俊也、小谷賢 | 東郷茂徳 | 東郷茂徳は、 「①ポツダム宣言受諾」、 「②対ソ交渉継続」 のうち、①を選択。 |      |
| 2018年6月28日            | 昭和の選択「天気予報は誰のものか？日本気象学の父・岡田武松の葛藤」          | 一ノ瀬俊也（軍事史）、饒村曜（気象学）、中野信子、山本晴彦 | 岡田武松 | |      |
| 2018年12月6日            | 昭和の選択「開戦を回避せよ！～近衞文麿・日米交渉の挫折～」                  | 筒井清忠、三牧聖子、小谷賢（VTR中出演：近衞忠大、服部龍二） | 近衞文麿 | |      |
| 2019年12月11日           | 昭和の選択「山本五十六 開戦への葛藤“避戦派”提督はなぜ真珠湾を攻撃したのか」 | 畑野勇、真山仁、小谷賢 | 山本五十六 | 山本五十六は、日米戦の開戦か避戦かについて、「①奇襲作戦を立案」か、「②避戦を画策」かのうち、奇襲作戦を立てながらも戦争回避の人事工作を画策したが、真珠湾奇襲攻撃を行った。                                                                                    |      |
| 2020年12月9日            | 昭和の選択「太平洋戦争 東條英機 開戦への煩悶（はんもん）」                  | 一ノ瀬俊也、小谷賢、萱野稔人 | 東條英機 | 東條英機は、 「①戦争をせず臥薪嘗胆」、 「②直ちに開戦を決意」、 「③戦争決意の下、外交を継続」 のうち、③を選択。 |      |
| 2021年5月12日            | 昭和の選択 「立憲政治を守れ!犬養毅 “憲政の神様”の闘い」                     | 堀川惠子、小山俊樹、高橋源一郎 | 犬養毅 | 犬養毅は、組閣にあたり、 「①（政友会による）単独内閣」か、 「②（民政党との）協力内閣」 かのうち、①を選択。 |      |
| 2021年12月8日            | 昭和の選択スペシャル「1941 日本はなぜ開戦したのか」                         | | | |      |
| 2022年9月21日            | 昭和の選択 「破局への条約 三国同盟 ～松岡外相と影のキーマン大島浩～」       | 一ノ瀬俊也、田野大輔、真山仁 （VTR内出演：田嶋信雄、三宅正樹、渡辺延志） | 大島浩 松岡洋右 | 松岡洋右は、三国同盟条約を 「①締結する」 「②締結せずに事態を静観する」 のうち、①を選択ドイツは松岡が絶対呑めない自動参戦義務を盛り込んでいたが（認めれば日米開戦は必至)、駐日ドイツ大使から松岡に自主参戦権を認める内容の私信を送るという奇策が取られた。}}。 |      |
| 2023年8月9日             | 昭和の選択 平和を手放した日 ～幣原喜重郎 国際協調外交の誤算～               | 孫崎享（外交評論家）、小山俊樹、小山淑子（国際政治学者） （VTR内出演：種稲秀司）                                                                                               | 幣原喜重郎 | 幣原喜重郎は、満州事変を収集するために、 「①中国と直接交渉」 「②連盟を利用して交渉」 のうち、②を選択。 |      |
| 2024年8月7日             | 昭和の選択 戦争なき世界へ ～国際司法の長・安達峰一郎の葛藤～                | 柳原正治（国際法学者）、小山淑子（国際政治学者、国際機関）、薮中三十二 （VTR内出演：篠原初枝（国際関係論））                                                                   | 安達峰一郎 | 安達峰一郎は、満州問題について、 ①「国際司法裁判所で審議する」 ②「国際司法裁判所での審議を諦める」 のうち、②を選択。 |      |
| 2024年8月14日            | 昭和の選択 敗戦国日本の決断 マッカーサー「直接軍政」の危機                  | 一ノ瀬俊也（近現代史）、萱野稔人、真山仁 （VTR内出演：岡部英一、矢嶋光（名城大学法学部准教授、日本政治外交史）、内海愛子）                                                     | 岡崎勝男、鈴木九萬、重光葵、河辺虎四郎、有末精三 ダグラス・マッカーサー、リチャード・サザランド、リチャード・マーシャル | 重光葵たちは、マッカーサーたちが示してきた三布告に対して、 ①「三布告の撤回を働きかける」 ②「三布告を受け入れる」 のうち、①を選択。 |      |
| 2024年12月19日／12月23日 | 昭和の選択 果たすべきは「国民との約束」～首相・濱口雄幸 政治家の本懐～      | 一ノ瀬俊也（近現代史家）、萱野稔人（政治哲学者） （VTR内出演：川田稔） | 濱口雄幸 | 濱口雄幸は、遭難事件後、 ①「議会に登院する」 ②「議会への登院を控える」 のうち、①を選択。 |      |
| 2025年8月7日／8月11日    | 昭和の選択 原爆と平和のはざまで 〜長崎の鐘 80年目の真実〜                   | 高橋源一郎、水野宏美（出版社「サンパウロ」編集者）、山本昭宏（歴史学者、メディア文化史） （VTR内出演：田尻真理子（東京純心大学 客員研究員）、小西哲郎（長崎外国語大学 教授）） | 永井隆 | 永井隆は、GHQによる検閲により『長崎の鐘』出版許可の条件として「マニラの悲劇」との合本を提示されたことについて、 ①「GHQの要求を断る」 ②「GHQの要求を受け入れる」 のうち、②を選択。                                                                             |      |
|                          |                                                                             | | | |      |